# 科隆
科隆（德語發音：[kœln] ⓘ；科隆方言：Kölle；又譯古龍或歌倫）是德國第四大城市，北莱茵-威斯特法伦州最大的城市，亦是德國內陸最重要的港口之一，莱茵地区的经济、文化和历史中心。它已有2000多年的历史，是德国最古老的城市之一。中世纪科隆已经成为一个重要的教会中心和艺术知识中心。二战期间，科隆遭到严重破坏，戰後成為廢墟並決定原樣重建，並未引入現代的摩天大樓，使得該城市保存了德國的景觀，今天它以其文化和建筑遗产以及许多重要的国际性活动而闻名。
1850年科隆的人口超过十万，在德国算作大城市。加上其第二住址在科隆的人其居民数今天超过一百万。
科隆也有天主教大主教，是天主教科隆大主教座堂所在地。哥特式教堂科隆大教堂1996年被指定为世界文化遗产；它是科隆的主要标志，非官方象征。43%居民信奉罗马天主教，18%信奉新教，39%信奉其他宗教。直到二战从东德涌来的大量难民，罗马天主教徒一直占科隆居民的大多数。2005年，科隆见证最大的天主教青年盛会。第二十届世界青年日从8月15日星期一到8月21日星期日在科隆举办。
科隆位于欧洲一条重要的东西交通要道与莱茵河的交叉口上。莱茵河是欧洲南北交通的一条重要水道。科隆今天是德国铁路交通最繁忙的枢纽。它的内河港口是欧洲最重要的内河港口之一。作為人群的集匯地，它还是一个文化中心，尤其是创造艺术的一个中心。它的狂欢节非常有名，此外它还是许多协会的驻地。在20世纪的后半叶科隆从一个以重工业为主的城市演变为一个以服务业为主的工业。
今天科隆是一个媒体中心，市内还建造了许多新的办公楼。科隆的保险业也有跨地区性的意义。科隆还以当地的“科隆啤酒”（Kölsch）闻名，Kölsch也是科隆方言，一句笑话说Kölsch是世界上唯一能喝的语言。科隆也是科隆香水或古龙水的发源地。
科隆是德国最大的大学城之一，市内共有85,183名入册的大学生，占市民总数的8.5%。科隆的外国人数量也很高，2004年底市内有175,515名外国籍居民，占市民总数的17.2%，尤其土耳其人社群是德国最大的之一。科隆因此有很长的多文化熔炉的传统。因此科隆人素来以开放、自由和宽容著称。

## 名称
科隆为罗马皇帝克劳狄一世的皇后阿格里皮娜（Agrippina）的出生地。公元50年在此建了一个城堡，命名为克劳狄和阿格里皮娜的殖民地，简称Colonia Agrippina。后Agrippina被省略，Colonia在德语被简化成Köln，法语和英语则简化为Cologne。

## 历史

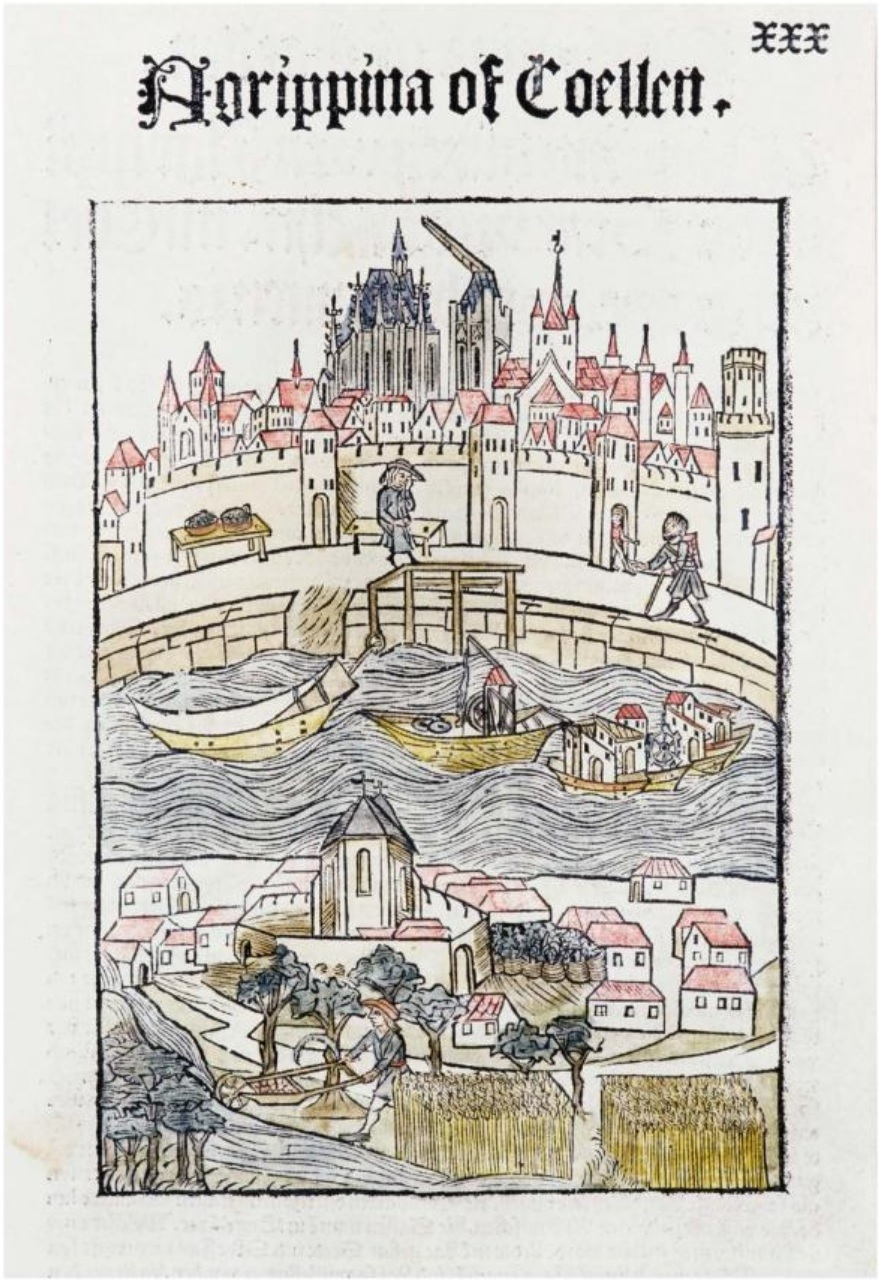
1499年的木雕科隆市容

科隆始建于古罗马时代，当时名字为“克劳蒂亚·阿格里皮娜的殖民地”（Colonia Claudia Ara Agrippinensium），这个名字来自于罗马皇后小阿格里皮娜，她是在莱茵河畔诞生的。50年，科隆被提升为城市，成为罗马帝国下日尔曼尼亚省的省会。80年，通过建造艾费尔沟渠，科隆获得古罗马最早沟渠之一。今天科隆的名字是从罗马名字中的简化过来的。从313年开始可以证明当地有一位主教。
至中世纪，科隆保持了它的重要地位。455年弗朗克人攻占科隆。至6世纪，科隆是法兰克王国的首都，后来被并入克洛维一世的法兰克帝国，但是在当地，保持了很大的自主权。市内长时间有罗马人与法兰克人同居。从6世纪到8世纪市内不同民族的人融合同化。法兰克人接受了罗马人的文化比如建筑和玻璃制造业。墨洛溫王朝末期科隆是德国最重要的城市之一。最晚从加洛林王朝开始科隆的主教和大主教成为神圣罗马帝国最重要的人物之一。在萨克森王朝统治时期科隆对神圣罗马帝国与拜占庭帝国之间的和解起了重要作用，当时有一段时间奥托二世的皇后提奧法努在科隆出任帝国执政，她本人是希腊人。10世纪里在科隆有多个修道院成立，市内建筑了许多新的教堂。此后科隆在一系列很有作为的大主教的领导下成为神圣罗马帝国的思想中心。1164年大主教莱纳尔德·冯·达瑟尔将東方三博士的遗骨从米兰移到科隆，使得科隆成为一个重要得朝圣地。在中世纪中期科隆是德国最大的城市，科隆的城墙多次扩展。1225年建成的城墙有16个城门，比当时同时由腓力二世建造的巴黎城墙还要大。从12世纪开始科隆与耶路撒冷、君士坦丁堡和罗马市一起被并称为圣城，它当时的正式拉丁语名称为（上帝授予的神圣的科隆，罗马教廷忠实的女儿）。当时市民决定建造一座绝无仅有的大教堂来存放圣迹。1248年科隆大教堂奠基。
1259年科隆获得了物品待售权。科隆市民对所有在莱茵河上运输的货物享受首购权利。这为科隆带来了巨大的财富。1288年科隆大主教与市内的市民贵族之间的斗争以市民获胜暂时告终。大主教的军队在战场上被战败，科隆不再属于大主教的领地，大主教被迫迁往波恩，只有在举办神事时才有权入市。科隆成为汉萨同盟的成员城市。不过科隆一直到1475年才正式成为自由城市。
1582年科隆大主教格布哈特·特鲁赫泽斯·冯·瓦尔德堡退出罗马天主教并与一个新教修女结婚后被教宗額我略十三世革除教籍。恩斯特·冯·拜恩被按立为科隆大主教。此举防止了在七选帝侯中新教贵族成为多数。这个事件导致了从1583年至1588年的科隆战争。道依茨、波恩和诺伊斯被毁。
在三十年战争中科隆没有遭到破坏，科隆市民花钱来避免军队围攻或者占领。通过制造和出卖武器科隆还依靠战争大赚了一场。
法国大革命后法国军队于1794年入驻科隆。“圣城科隆”的历史便结束了。整个莱茵河左岸地区完全被并入法国，法军进入城市时许多科隆市民将他们当作解放者欢迎他们。至此为止被歧视的犹太人和新教徒获得了平等的权利。虽然法国统治时期当地的税务非常高，但是科隆人还是非常忠实拿破仑·波拿巴。拿破仑曾于1804年访问科隆。1815年科隆和莱茵兰被划分给普鲁士。通过当地银行家的努力科隆成为普鲁士继柏林后最重要的城市。
1848年，马克思与恩格斯在科隆创办《新莱茵报》，1849年2月7日和8日，科隆陪审法庭分别以“侮辱当局”和“煽动叛乱”的罪名两次传讯并审判马克思、恩格斯等人。1849年5月，马克思被普鲁士当局驱逐出境，前往巴黎。
1880年在普鲁士国王的帮助下大教堂终于正式建成（整个建造时间为632年）。实际上科隆大教堂太大了，它不断地需要维护，因此它也被称为“永久工地”。19世纪末科隆的要塞扩展，老的城墙被拆除，城市得到扩展，此外也开始合并周边的村镇。今天中世纪的城墙只有少数地方被保留作为纪念。

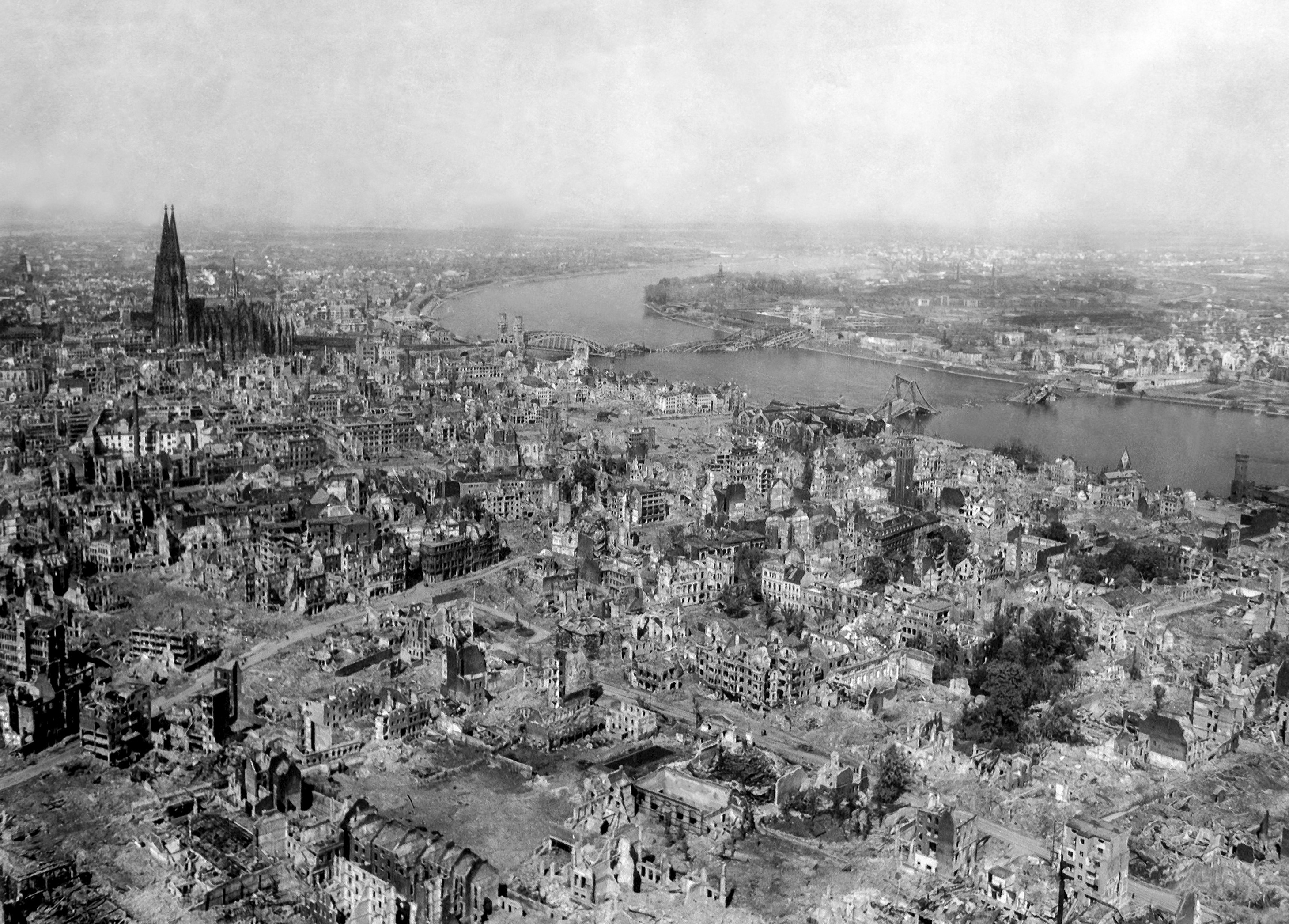
1945年的科隆

第二次世界大战中科隆受到英国和美国地毯式轰炸，市内90%的建筑被毁，市民数目从80万降低到40万。从1945年1月至3月在科隆1800名德国和外国的反抗组织人士被纳粹屠杀（战末罪行）。

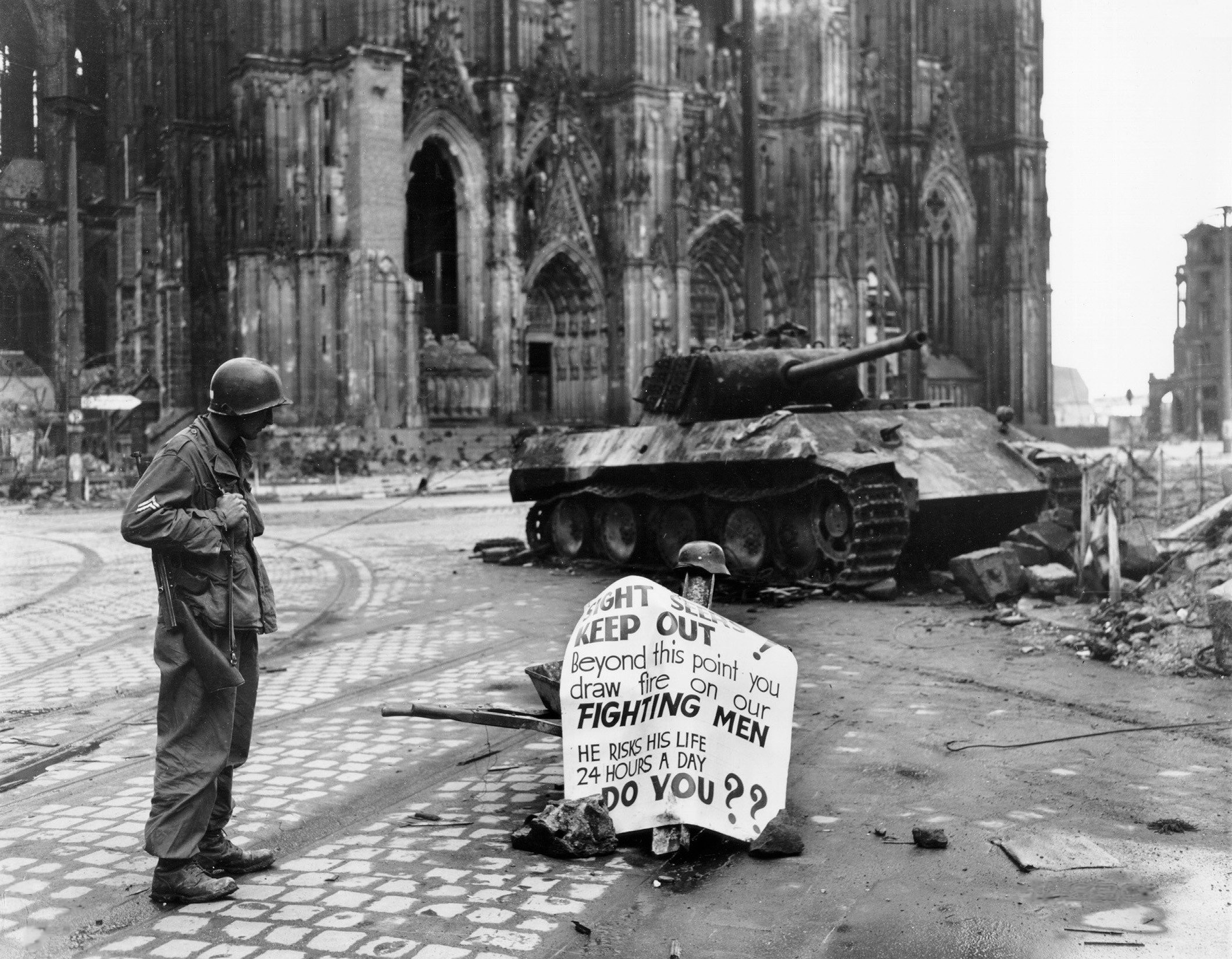
1945年4月4日美國第82空降師的波格下士在德國科隆街頭正在看一個警告標語；後方的豹式戰車由於劇烈燒毀的關係，所有的扭力棒均已失去效用。

直到1959年科隆的居民数才恢复到战前的水平。通过合并周边村镇科隆的人口于1975年超过了一百万，但是1976年又降低于这个数目了。

## 地理

### 地理位置和气候
科隆市总面积为405.15平方公里（其中莱茵河左岸230.25平方公里，右岸174.87平方公里），在面积上它是继柏林和汉堡之後，德国第三大的大城市。
科隆的地理位置为北纬50°56'33"，东经6°57'32"。海拔最高点是118.04米，最低点为37.5米。
科隆位于莱茵河流出中部山脉进入北德和荷兰低地前，一个被称为“科隆彎”的谷地中，这个地理条件造就了当地如下的气候特性：
- 西南艾费尔高原为科隆（尤其是莱茵河左岸城区）屏蔽了西风，雨影效應致其降水較少，有时还造成焚風。
- 科隆市區所在的谷地地形，地形較封閉，減少了市内空气与周围地区的交换；加上城市本身的熱島效應，使得科隆市区成为德国气温最高的地方。
- 科隆市區較高的气温，导致莱茵河水大量蒸发；由于市内空气与周围交换率小，使夏天的科隆湿度特别高，因此特别闷热、午後多因對流產生雷雨。从大環境气候来说，科隆位于温带海洋性气候與溫帶大陸性濕潤氣候的过渡地帶，冬季温暖（一月的平均气温为2.4 °C），夏季不十分炎热（七月的平均气温为18.3 °C）。年平均降雨量为798mm。

| 科隆/（科隆/波恩機場） 1991–2020年, 極端氣候：1957–至今 | 科隆/（科隆/波恩機場） 1991–2020年, 極端氣候：1957–至今 | 科隆/（科隆/波恩機場） 1991–2020年, 極端氣候：1957–至今 | 科隆/（科隆/波恩機場） 1991–2020年, 極端氣候：1957–至今 | 科隆/（科隆/波恩機場） 1991–2020年, 極端氣候：1957–至今 | 科隆/（科隆/波恩機場） 1991–2020年, 極端氣候：1957–至今 | 科隆/（科隆/波恩機場） 1991–2020年, 極端氣候：1957–至今 | 科隆/（科隆/波恩機場） 1991–2020年, 極端氣候：1957–至今 | 科隆/（科隆/波恩機場） 1991–2020年, 極端氣候：1957–至今 | 科隆/（科隆/波恩機場） 1991–2020年, 極端氣候：1957–至今 | 科隆/（科隆/波恩機場） 1991–2020年, 極端氣候：1957–至今 | 科隆/（科隆/波恩機場） 1991–2020年, 極端氣候：1957–至今 | 科隆/（科隆/波恩機場） 1991–2020年, 極端氣候：1957–至今 | 科隆/（科隆/波恩機場） 1991–2020年, 極端氣候：1957–至今 |
| 月份                                                    | 1月                                                     | 2月                                                     | 3月                                                     | 4月                                                     | 5月                                                     | 6月                                                     | 7月                                                     | 8月                                                     | 9月                                                     | 10月                                                    | 11月                                                    | 12月                                                    | 全年                                                    |
| ------------------------------------------------------- | ------------------------------------------------------- | ------------------------------------------------------- | ------------------------------------------------------- | ------------------------------------------------------- | ------------------------------------------------------- | ------------------------------------------------------- | ------------------------------------------------------- | ------------------------------------------------------- | ------------------------------------------------------- | ------------------------------------------------------- | ------------------------------------------------------- | ------------------------------------------------------- | ------------------------------------------------------- |
| 历史最高温 °C（°F）                                     | 16.2 (61.2)                                             | 21.0 (69.8)                                             | 25.3 (77.5)                                             | 30.8 (87.4)                                             | 34.4 (93.9)                                             | 36.8 (98.2)                                             | 40.3 (104.5)                                            | 38.8 (101.8)                                            | 33.1 (91.6)                                             | 27.6 (81.7)                                             | 20.2 (68.4)                                             | 16.7 (62.1)                                             | 40.3 (104.5)                                            |
| 平均最高温 °C（°F）                                     | 13.1 (55.6)                                             | 14.5 (58.1)                                             | 19.7 (67.5)                                             | 24.7 (76.5)                                             | 28.2 (82.8)                                             | 31.7 (89.1)                                             | 33.2 (91.8)                                             | 32.7 (90.9)                                             | 27.4 (81.3)                                             | 22.3 (72.1)                                             | 16.8 (62.2)                                             | 13.2 (55.8)                                             | 35.4 (95.7)                                             |
| 平均高温 °C（°F）                                       | 5.9 (42.6)                                              | 7.2 (45.0)                                              | 11.4 (52.5)                                             | 16.1 (61.0)                                             | 19.7 (67.5)                                             | 22.7 (72.9)                                             | 24.9 (76.8)                                             | 24.5 (76.1)                                             | 20.4 (68.7)                                             | 15.2 (59.4)                                             | 9.8 (49.6)                                              | 6.5 (43.7)                                              | 15.4 (59.7)                                             |
| 日均气温 °C（°F）                                       | 3.0 (37.4)                                              | 3.6 (38.5)                                              | 6.7 (44.1)                                              | 10.4 (50.7)                                             | 14.1 (57.4)                                             | 17.1 (62.8)                                             | 19.0 (66.2)                                             | 18.5 (65.3)                                             | 14.8 (58.6)                                             | 10.8 (51.4)                                             | 6.7 (44.1)                                              | 3.8 (38.8)                                              | 10.7 (51.3)                                             |
| 平均低温 °C（°F）                                       | 0.0 (32.0)                                              | 0.1 (32.2)                                              | 2.0 (35.6)                                              | 4.5 (40.1)                                              | 8.1 (46.6)                                              | 11.2 (52.2)                                             | 13.3 (55.9)                                             | 12.8 (55.0)                                             | 9.7 (49.5)                                              | 6.8 (44.2)                                              | 3.5 (38.3)                                              | 1.0 (33.8)                                              | 6.1 (42.9)                                              |
| 平均最低温 °C（°F）                                     | −9.1 (15.6)                                             | −8.0 (17.6)                                             | −5.3 (22.5)                                             | −3.1 (26.4)                                             | 0.9 (33.6)                                              | 5.2 (41.4)                                              | 7.7 (45.9)                                              | 6.9 (44.4)                                              | 3.7 (38.7)                                              | −0.8 (30.6)                                             | −3.8 (25.2)                                             | −7.1 (19.2)                                             | −11.8 (10.8)                                            |
| 历史最低温 °C（°F）                                     | −23.4 (−10.1)                                           | −19.2 (−2.6)                                            | −13.4 (7.9)                                             | −8.8 (16.2)                                             | −2.9 (26.8)                                             | −0.5 (31.1)                                             | 2.9 (37.2)                                              | 1.9 (35.4)                                              | −1.3 (29.7)                                             | −6.0 (21.2)                                             | −10.4 (13.3)                                            | −18.0 (−0.4)                                            | −23.4 (−10.1)                                           |
| 平均降水量 mm（）                                       | 61.7 (2.43)                                             | 53.8 (2.12)                                             | 55.0 (2.17)                                             | 48.2 (1.90)                                             | 62.1 (2.44)                                             | 86.3 (3.40)                                             | 87.4 (3.44)                                             | 83.3 (3.28)                                             | 66.9 (2.63)                                             | 64.7 (2.55)                                             | 63.5 (2.50)                                             | 69.2 (2.72)                                             | 802.1 (31.58)                                           |
| 月均日照時數                                            | 54.3                                                    | 78.8                                                    | 124.8                                                   | 172.6                                                   | 198.7                                                   | 201.3                                                   | 207.2                                                   | 196.5                                                   | 149.4                                                   | 104.5                                                   | 58.9                                                    | 45.2                                                    | 1,592.2                                                 |
| 来源：Data derived from Deutscher Wetterdienst          |                                                         |                                                         |                                                         |                                                         |                                                         |                                                         |                                                         |                                                         |                                                         |                                                         |                                                         |                                                         |                                                         |

| Cologne/Bonn Airport 1981–2010 | Cologne/Bonn Airport 1981–2010 | Cologne/Bonn Airport 1981–2010 | Cologne/Bonn Airport 1981–2010 | Cologne/Bonn Airport 1981–2010 | Cologne/Bonn Airport 1981–2010 | Cologne/Bonn Airport 1981–2010 | Cologne/Bonn Airport 1981–2010 | Cologne/Bonn Airport 1981–2010 | Cologne/Bonn Airport 1981–2010 | Cologne/Bonn Airport 1981–2010 | Cologne/Bonn Airport 1981–2010 | Cologne/Bonn Airport 1981–2010 | Cologne/Bonn Airport 1981–2010 |
| 月份                           | 1月                            | 2月                            | 3月                            | 4月                            | 5月                            | 6月                            | 7月                            | 8月                            | 9月                            | 10月                           | 11月                           | 12月                           | 全年                           |
| ------------------------------ | ------------------------------ | ------------------------------ | ------------------------------ | ------------------------------ | ------------------------------ | ------------------------------ | ------------------------------ | ------------------------------ | ------------------------------ | ------------------------------ | ------------------------------ | ------------------------------ | ------------------------------ |
| 平均最高温 °C（°F）            | 12.5 (54.5)                    | 14.0 (57.2)                    | 19.0 (66.2)                    | 23.7 (74.7)                    | 27.7 (81.9)                    | 30.8 (87.4)                    | 32.3 (90.1)                    | 32.0 (89.6)                    | 26.4 (79.5)                    | 21.9 (71.4)                    | 16.4 (61.5)                    | 12.8 (55.0)                    | 34.1 (93.4)                    |
| 平均高温 °C（°F）              | 5.4 (41.7)                     | 6.7 (44.1)                     | 10.9 (51.6)                    | 15.1 (59.2)                    | 19.3 (66.7)                    | 21.9 (71.4)                    | 24.4 (75.9)                    | 24.0 (75.2)                    | 19.9 (67.8)                    | 15.1 (59.2)                    | 9.5 (49.1)                     | 5.9 (42.6)                     | 14.8 (58.6)                    |
| 日均气温 °C（°F）              | 2.6 (36.7)                     | 2.9 (37.2)                     | 6.3 (43.3)                     | 9.7 (49.5)                     | 14.0 (57.2)                    | 16.6 (61.9)                    | 18.8 (65.8)                    | 18.1 (64.6)                    | 14.5 (58.1)                    | 10.6 (51.1)                    | 6.3 (43.3)                     | 3.3 (37.9)                     | 10.3 (50.5)                    |
| 平均低温 °C（°F）              | −0.6 (30.9)                    | −0.7 (30.7)                    | 2.0 (35.6)                     | 4.2 (39.6)                     | 8.1 (46.6)                     | 11.0 (51.8)                    | 13.2 (55.8)                    | 12.6 (54.7)                    | 9.8 (49.6)                     | 6.7 (44.1)                     | 3.1 (37.6)                     | 0.4 (32.7)                     | 5.8 (42.4)                     |
| 平均最低温 °C（°F）            | −10.3 (13.5)                   | −8.9 (16.0)                    | −5.2 (22.6)                    | −3.2 (26.2)                    | 1.3 (34.3)                     | 4.7 (40.5)                     | 7.6 (45.7)                     | 6.8 (44.2)                     | 3.5 (38.3)                     | −0.8 (30.6)                    | −4.2 (24.4)                    | −8.3 (17.1)                    | −13.0 (8.6)                    |
| 平均降水量 mm（）              | 62.1 (2.44)                    | 54.2 (2.13)                    | 64.6 (2.54)                    | 53.9 (2.12)                    | 72.2 (2.84)                    | 90.7 (3.57)                    | 85.8 (3.38)                    | 75.0 (2.95)                    | 74.9 (2.95)                    | 67.1 (2.64)                    | 67.0 (2.64)                    | 71.1 (2.80)                    | 838.6 (33.02)                  |
| 月均日照時數                   | 54.0                           | 78.8                           | 120.3                          | 167.2                          | 193.0                          | 193.6                          | 209.7                          | 194.2                          | 141.5                          | 109.2                          | 60.7                           | 45.3                           | 1,567.5                        |
| 来源：德國氣象局               |                                |                                |                                |                                |                                |                                |                                |                                |                                |                                |                                |                                |                                |

### 地质
科隆所在的地方大部分是第三纪，部分甚至是在第四纪形成的，主要是河流的淤积，只有在市区最东部才有山区。
城市西部以富饶的莱茵河的淤积土壤为主，东部的土质则比较贫瘠，以森林为主。

### 莱茵河

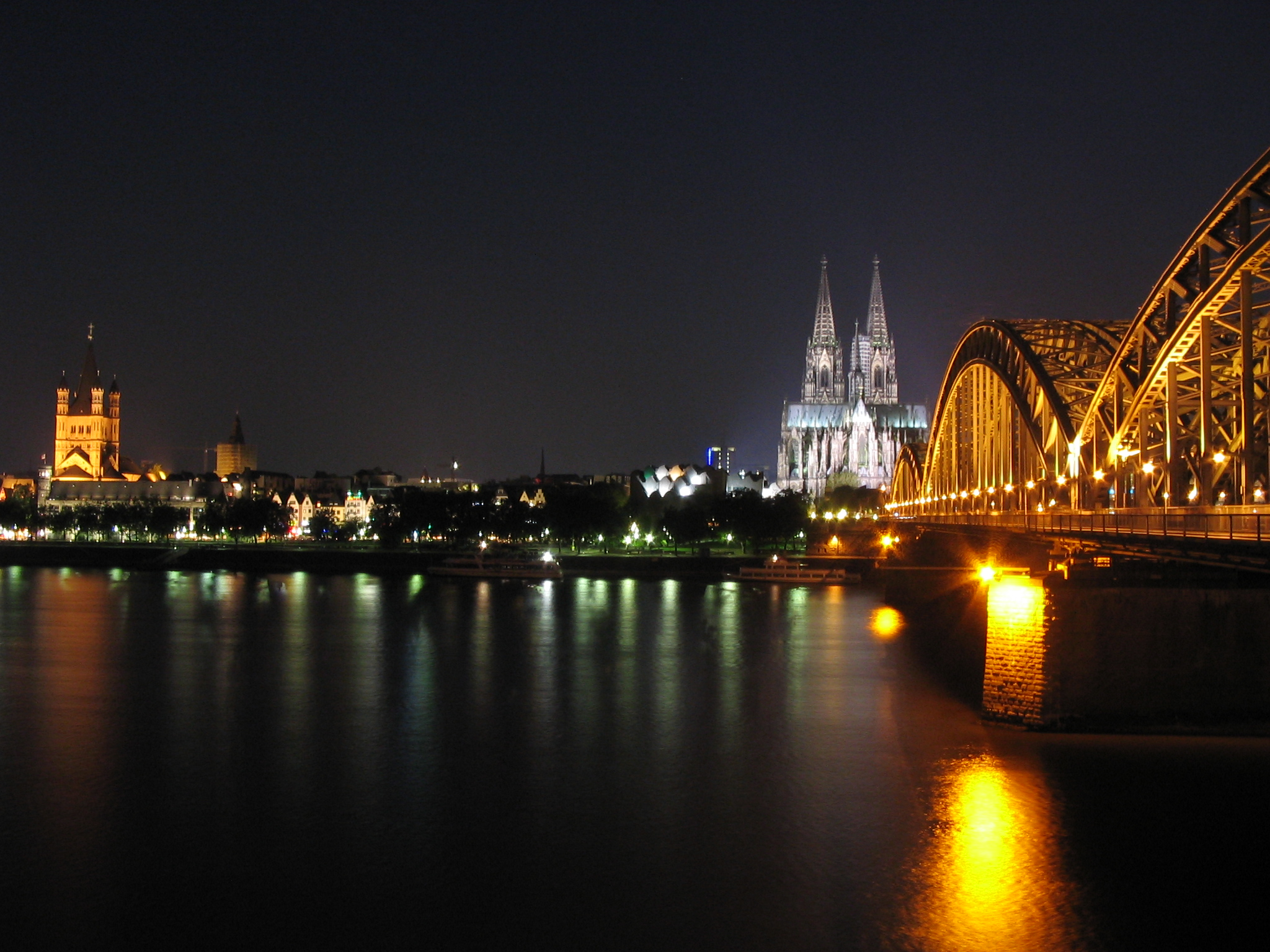
夜景

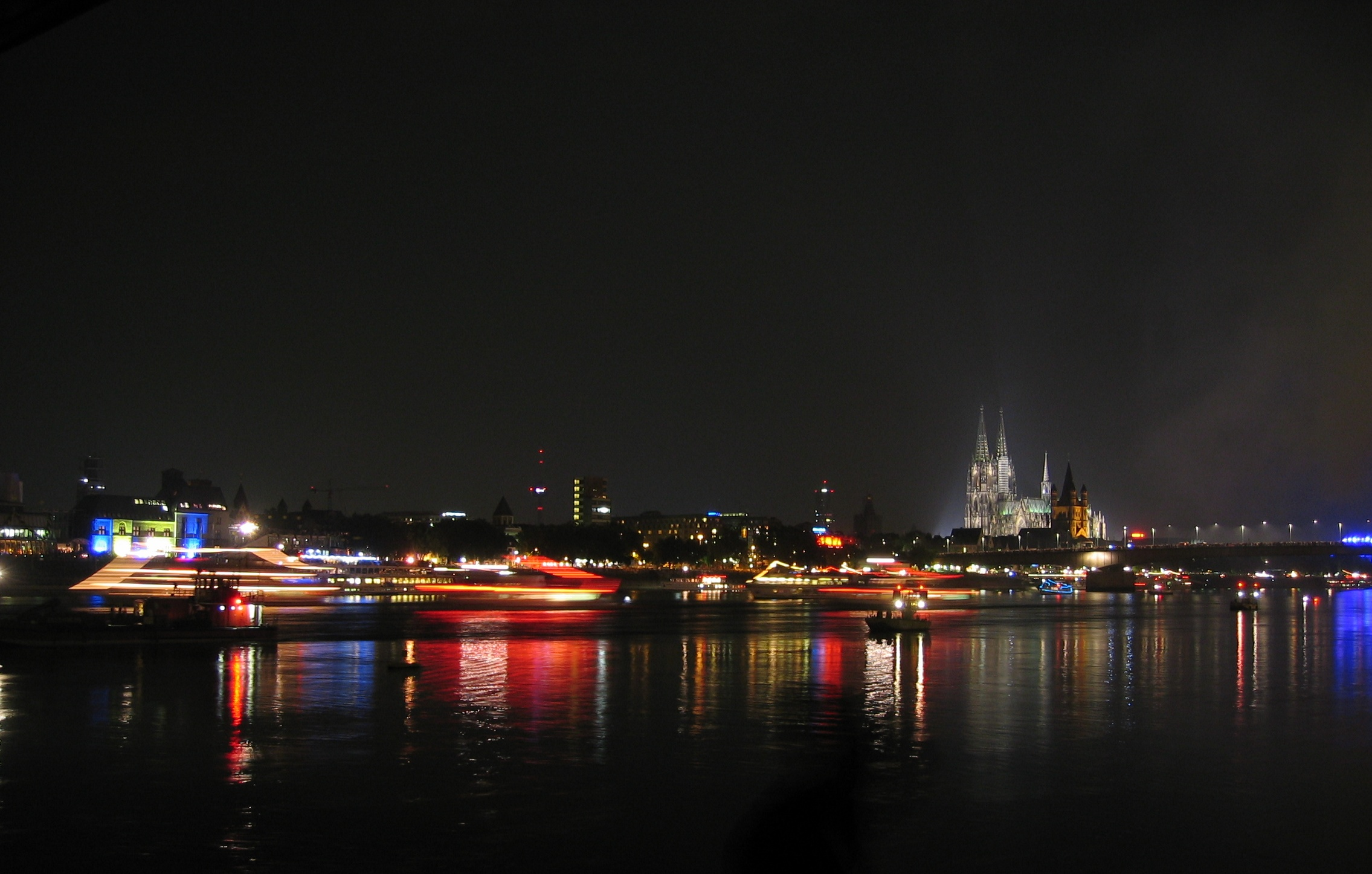
夜景，前面是船只的彩灯，后面是大教堂

莱茵河在科隆以南离开中部山区，进入其下游阶段。在科隆市内它的落差只有0.2‰。
虽然莱茵河为科隆带来了许多财富，但是它泛滥时的水灾也是非常可怕的。
最严重的水灾发生于1784年二月。那一年冬天特别冷、特别长，以至于莱茵河结冰，而春季到来时温度升高得非常快。上游的积雪融化留下，而科隆处的冰还没有解冻。河水堵塞导致了历史上的最高水位13.55米（平均水位为3.48米）。大水夹杂着浮冰对河岸上的建筑导致了巨大的破坏，河上所有的船只被毁，连城墙也部分倒塌。尤其右岸受到的破坏特别大，一个市区几乎完全被毁。全市共66人丧身。
20世纪里莱茵河在科隆曾经发过三次特大洪水，1926年、1993年和1995年的水位均达到了10.69米。从2005年开始科隆开始营建新的防洪措施，可以抵挡水位达11.30米的大水。这个改建工作预计到2007年完成。
不过莱茵河也往往因为干燥而低水位，历史上记录到的最低水位是2003年9月20日早上8:00，当时的水位下降到0.80米。水位0.00米标志着河中心150米宽的航道的水深还有1米。
水位0.08米（历史最低水位）时莱茵河在科隆的流量为630m³/s，水位3.48米（平均水位）时的流量为2000m³/s，水位10.69米（1995年1月大水的最高水位）时的流量为11,500m³/s。

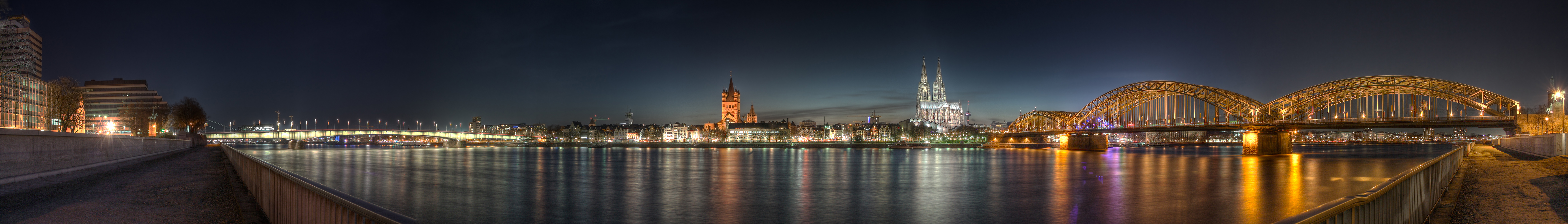
科隆市中心全景，从左向右依次是：大聖瑪爾定教堂、科隆主教座堂和霍亨索伦桥

### 周围城市與县份
以下市县按顺时针方向环绕科隆：勒沃库森市、莱茵-贝吉施县、莱茵-锡格县、莱茵-埃尔夫特县、诺伊斯莱茵县和梅特曼县。

### 行政区划
科隆分九个市区，其下又分85个小市区。有些小市区内还有更小的村庄似的结构。63.4%的居民住在莱茵河左岸（2006年数据）。

### 动植物
科隆有许多绿地，市内居民集中的地区有很多公园，市郊则有森林，此外市区内还有多块自然保护区，其中有稀有的动植物生存。莱茵河右岸的绿地主要是林地和草地。
在科隆生活的动物主要是与人类社会相处和睦的动物以及以人类社会为生的动物。除到处都是的（有时甚至泛滥成灾的）鸽子、鼠类之外市内还有许多狐狸。即使在内市区的公园中也有狐狸活动。科隆市内还有数群从笼子中逃走的、现在野生繁殖的绿色鹦鹉（环颈鹦鹉），这些鹦鹉是德国最著名的入侵物种。

## 人口
科隆是续柏林、汉堡和慕尼黑之后，德国人口第四多的城市。根据2005年6月30日的统计，科隆的“主要户籍”（Hauptwohnsitz）居民一共有975,907人。若加上“次要户籍”居民（Nebenwohnsitz），如拥有其他户籍的外地学生等，总人口共有1,023,101人。人口稠密度是2,408.8/km²（6,238.6/mi²）。313,386人为外国人。20%的科隆人口是非德国裔。这其中，40%（或总人口的8%）是土耳其裔。 
人口的年龄分布是：15.9%人口的年龄处于18岁或以下，67.5%人口的年龄于18到64岁之间，16.7%人口的年龄处于65岁或以上。男女比例是：每100名女性对94.8男性。

### 宗教
历史上除贝尔格地区外，科隆和整个莱茵兰全部是以天主教为主的地区。今天市内天主教徒约占40%，是所有宗教信仰中最大的。新教约占20%。穆斯林约占10%（主要是移民），30%的人信仰其它宗教或者是无神论者。
至1806年为止，莱茵河右岸的地区属于贝尔格公国（贝尔格大公国），居民以新教徒为主。科隆老城是帝国自由城市，它的其它合并进入的城区本来属于科隆大主教领地，至今为止这些地区以天主教徒为主。

#### 基督宗教
最早对科隆主教的纪录源于313年，当时的主教教堂今天已经无所考证了。今天的科隆大教堂是后来建造的。在这个大教堂被建造前大圣马丁教堂和市政大厦的尖顶是科隆最显著的建筑物。
1164年7月23日科隆将据说是東方三博士的遗骨移到本市后很快就成为神圣罗马帝国内最重要的朝圣地。新加冕的皇帝和国王的第一程旅行就是从阿亨去科隆，朝拜東方三博士的遗骨。朝圣的人为科隆也带来了巨大的财富，这又促使更多的人在此定居。科隆也成为一个贩卖圣物的中心，中世纪的人希望通过拥有圣物或者圣人的遗骨来换得解救。
宗教对科隆的重要性也体现在它的市徽中。科隆的市徽上方是象征東方三博士的三个王冠，下方是象征据说在科隆殉教的圣乌苏拉与她的女伴们的11点火焰。
2005年从8月15日至8月21日第20次世界青年日在科隆召开，上百万参加者参加，教宗本篤十六世因此在上任后第一次旅行就是赴科隆。

#### 犹太教
最早对犹太教在科隆的社群的纪录源于321年。它是欧洲阿尔卑斯山脉以北历史最悠久的犹太社群。
1183年科隆大主教在市内划分了特别的让犹太人居住的地区，造成了科隆市内的第一个民族聚居区。今天当时的礼仪澡堂还可以透过市政府广场上的一个玻璃金字塔被参观。但后来越来越多的犹太人被驱逐。从1424年至18世纪末没有科隆市议会的允许犹太人不允许进入城市。法军占领科隆后犹太人成为平等的公民。1933年科隆市内月有1.8万犹太人。纳粹时期犹太人受迫害，市内的犹太会堂在水晶之夜全部被烧毁。1941年后市内剩余的犹太人全部被监禁在今天的博览会。全市共有8000犹太人被屠杀。
今天的犹太社群有4857名成员。它有自己的墓地、小学、幼儿园、图书馆、体育俱乐部、符合教規的的餐馆、青少年中心和养老院。社团有两名拉比。1959年重建了一座会堂。

#### 伊斯兰教
通过大量土耳其移民的进入以及他们的后代科隆现在有许多伊斯兰教徒，加上其交通方便，因此德国最重要的伊斯兰教组织的总部均在科隆及其附近。

#### 朝圣地
科隆不仅是東方三博士的朝圣地，而且是大阿尔伯特的朝圣地，此外当地还有多处圣人的墓地等。

## 政治
在罗马帝国时期一开始莱茵河舰队的将军同时负责市内的行政工作，后来市内建立了民间管理系统。中世纪初期大主教获得了城市的完全大权，但是市民企图摆脱他的统治。最后于13世纪城市获得了独立。此前在1180年就已经证明有一个市议会存在了。1396年时22个商会组成城市管理的中枢。这些商会推选出36名议员。这36名议员再选举13名议员同行。每半年议会的成员就更改一半。同时议会每年选出两名市长。1794年法国占领科隆后1798年引入法国市民管理。1815年科隆被划分给普鲁士后1816年同时成为一个不隸属县的城市以及一个科隆县的县城。1975年科隆县被取消。从1815年开始市内有一名市长，此外还有一个市议会。
纳粹时期的市长是纳粹党指定的。第二次世界大战后英占区的军事征服指定了一位新市长。1946年他们引入了英国式的地方管理。市民选举市议会，市议会从议会成员中选举市长作为议会主席和城市的代表。此外议会还选举一个最高行政管理员。1999年这个双重最高人物的体系被放弃，从此市内只有一名市长，他同时也是议会主席、市政府最高领导人以及城市代表团。市民直接选举这位市长。此外议会还从议会中最强的党派中各自提供一名副市长。

### 政治传统和变化
科隆长时间是一个自由城市，它的居民长时间只由天主教徒组成，加上教会与市民之间的长期矛盾在科隆造成了一种特别的政治传统和气氛，这个传统至今还有影响。不同的兴趣群往往会通过社会结识形成超党派的集团。这个由政治、经济和文化人士形成的集团互相交换好处、互相利用、互相依靠，这往往导致不寻常的市政府决定，有时甚至形成腐败。1999年被揭露的“垃圾丑闻”不但使从事非法政治捐款的企业家入狱，而且几乎所有大党派的市内首脑人物全部被迫离职。
出于其天主教传统科隆在德意志帝国时期和在魏玛共和国时期是天主教中央党的堡壘。二战后政治多数迅速从德国基督民主联盟转为德国社会民主党。社民党在科隆统治了40多年，有时在议会中占绝对多数。出于自由的传统德国自由民主党在科隆也一直很强。由于科隆非常开放，因此德国绿党在这里的基础也相当深厚。这两个相对来说比较小的党对大党提出的挑战在近年来越来越强了。

### 市议会

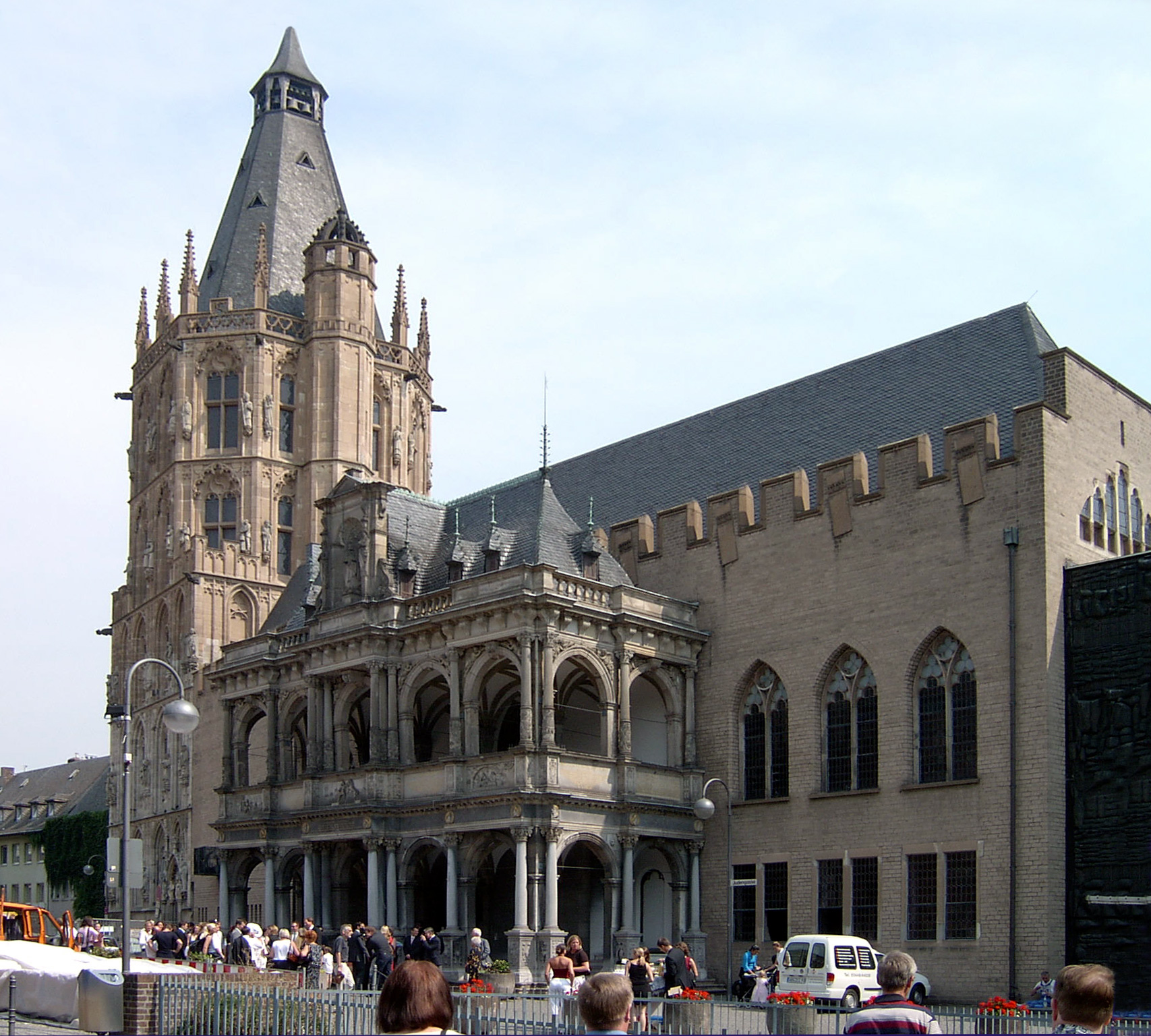
科隆市政府大厦

科隆议会有90名议员，被市民直接选举的市长在议会中有票权，并且是议会主席。目前科隆议会中29名是基民联成员、28名是社民党成员、15名是绿党成员、7名是自民党成员、4名是市民支持科隆运动成员、3名是德国左派党成员、两名是科隆市民联盟成员国、1名是德国共和党成员，还有一名是“一起反对社会盗窃”选民组的成员。2005年11月末左派党和“一起反对社会盗窃”选民组合并。议会有19个委员会、一个老年人代表和一个外国附属议会。
最后几次议会选举结果如下：
| 党派     | 1984年（%） | 1989年（%） | 1994年（%） | 1999年（%） | 2004年（%） |
| 基民联   | 37.8        | 30.5        | 33.9        | 45.22       | 32.71       |
| 社民党   | 46.4        | 42.1        | 42.5        | 30.30       | 30.96       |
| 绿党     | 10.8        | 11.7        | 16.2        | 15.74       | 16.55       |
| 自民党   | 4.5         | 7.0         | 3.5         | 4.12        | 7.42        |
| 支持科隆 | -           | -           | -           | -           | 4.71        |
| 共和党   | -           | 7.4         | 0.7         | 1.2         | 0.8         |
| 左派党   | -           | -           | -           | 2.14        | 2.96        |
| 其它     | 0.5         | 3.9         | 3.0         | 3.0         | 3.9         |

目前的市长是基民联的弗里茨·施拉玛，他于2000年当选，他已经四次改变他的政府联盟：一开始的基民联-自民党联盟因为对问题意见不同破裂。至2004年为止基民联与绿党合作。2004年选举后基民联与社民党合作。当这个合作因为一个不重要的人事问题破裂，此后社民党与绿党合作。这个合作在议会中没有多数，而需要在每个事物上寻找其他议员支持。

### 市区代表
市议会选举同时在九个市区里也举行市区代表的选举。这些代表对市议会代表每个市区的利益。他们可以决定市区内不重要的事情。

### 市徽
科隆市徽之外上方有一只双头鹰，这只鹰一爪持剑，一爪持王杖。它标志着科隆从1475年开始正式是神圣罗马帝国的自由城市。鹰有双头，因为神圣罗马帝国的皇帝同时是德意志国王。
市徽本身的底色是红色和白色，这是汉莎同盟的颜色。科隆与吕贝克同是汉莎同盟的成立会员，是德国最早的汉莎成员之一。
市徽中上部的三个王冠从12世纪开始成为科隆的标志。它们代表着东方三博士，1164年当时科隆的大主教将这三博士的遗骨从米兰引渡到科隆。今天它们被陈列在大教堂内一个金神盒中。
市徽下方的十一点黑色泪滴是纪念科隆的守护神圣乌苏拉的。传说圣乌苏拉是布列塔尼的公主。她赴罗马市朝圣，归途中与她的同伴在科隆被围攻科隆的异教徒杀害。从16世纪开始科隆的市徽中有这11点泪滴，它们代表着与圣乌苏拉一起殉难的一万一千少女（德语的写法是11.000）。公元10世纪人们真的在传说乌苏拉等众人被害的地方，也就是现在的圣乌苏拉大教堂的地下挖出了大量遗骨。乌苏拉后来被尊崇科隆的保护神之一。

### 姐妹城市
科隆是1958年发起姐妹城市运动的六个欧洲城市之一。歐洲經濟共同體成立后这六个城市与其它五个国家的城市建立姐妹城市关系来加强互相之间的联系。1993年科隆、都灵、列日、阿尔泽特河畔埃施、鹿特丹和里尔重申它们的姐妹城市关系。
| - 英国利物浦，1952年建立 - 法國里尔，1958年建立 - 盧森堡阿尔泽特河畔埃施，1958年建立 - 比利时列日，1958年建立 - 荷蘭鹿特丹，1958年建立 - 義大利都灵，1958年建立 - 日本京都，1963年建立 - 突尼西亞突尼斯，1964年建立 |  | - 芬兰圖爾庫，1967年建立 - 德国柏林新克尔恩，1967年建立 - 羅馬尼亞克卢日-纳波卡，1976年建立 - 以色列特拉维夫，1979年建立 - 西班牙巴塞罗那，1984年建立 - 中国大陆北京，1987年建立 - 希腊塞萨洛尼基，1988年建立 - 爱尔兰科克，1988年建立 |  | - 尼加拉瓜科林托，1988年建立 - 美国印第安納波利斯，1988年建立 - 俄羅斯伏尔加格勒，1988年建立 - 德国柏林特蕾普脱夫-克波尼克，1990年建立 - 波蘭卡托维兹，1991年建立 - 巴勒斯坦伯利恒，1996年建立 - 土耳其伊斯坦布尔，1997年建立 |

此外科隆的一些市区还有自己的姐妹城市。

## 经济
科隆在德国电视产业占有十分重要的地位。这里有西德广播电视台（德国最大的公共广播台）、ARD、RTL（德国最大和最成功的私人电视台，于1980年代开放私人媒体许可后建立）。尽管两德统一以后柏林吸引了一批的媒体产业，但是科隆依然是当前主要的电视和电影制片公司的聚集地。
德國的國家航空公司漢莎航空總部也位於科隆。

## 教育
科隆共有18所高校，是德国拥有最多高校的三座城市之一（另外两个城市是柏林和慕尼黑）。在德国周边的卫星城Bruehl同Erftstadt的高校也都归入科隆。
科隆大学有大约4万9000名大学生（2004/2005冬季学期），经济系享有很高声誉。科隆应用技术大学有大约21000名学生（2012/2013冬季学期）是德国最大的应用技术大学。

### 科隆部分大学列表

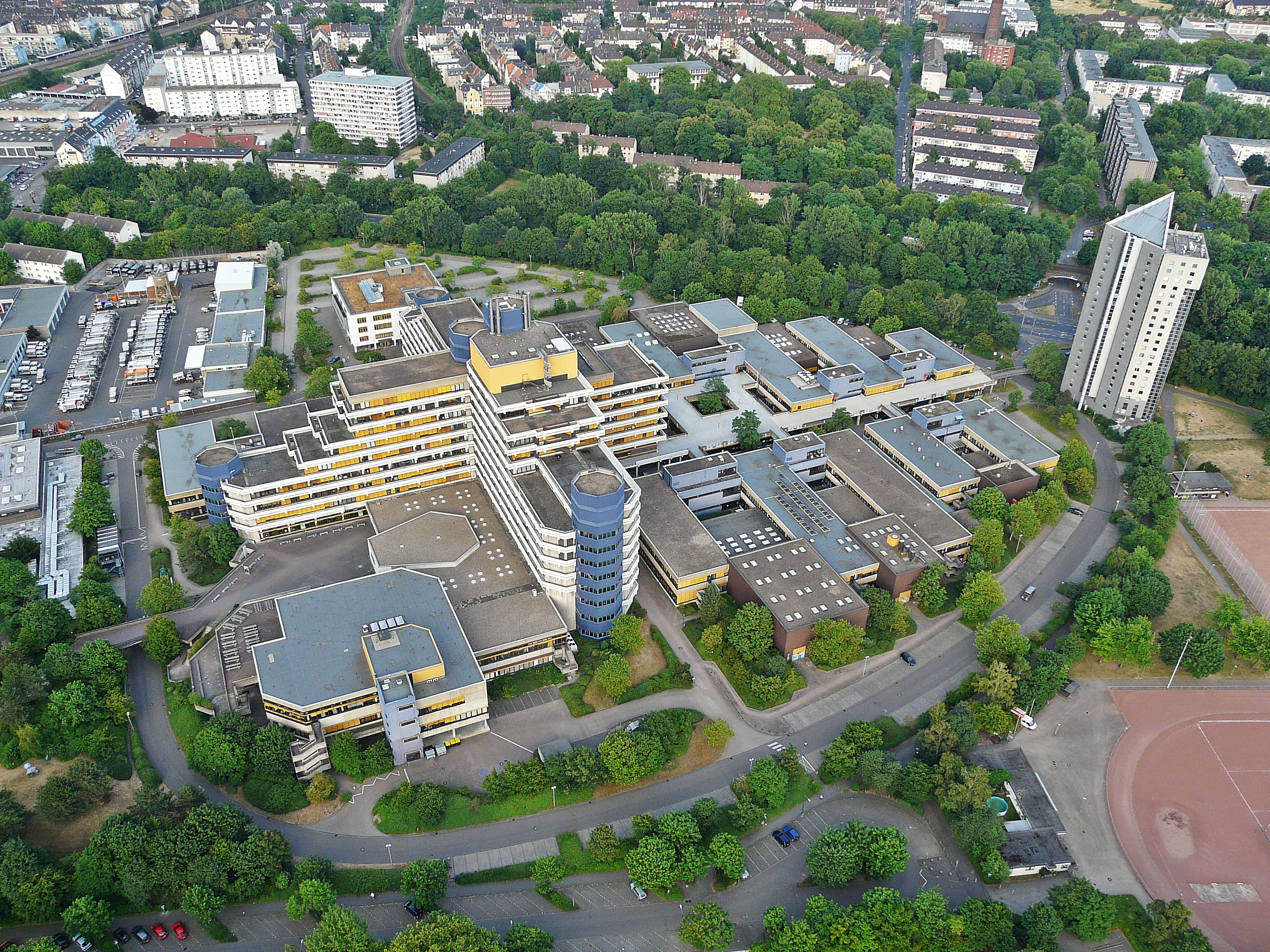
科隆应用技术大学IWZ工程科学技术中心

- 科隆大学 Universität zu Köln
- 科隆应用技术大学 Fachhochschule Köln（FH Köln）
- 莱茵应用技术大学 Rheinische Fachhochschule Köln（RFH）
- 科隆体育大学 Deutsche Sporthochschule Köln（DSHS）
- 科隆音乐与舞蹈学院 Hochschule für Musik und Tanz Köln（HfMT Köln）
- 科隆媒体艺术学院 Kunsthochschule für Medien Köln（KHM）
- 科隆经济学院 Cologne Business School (CBS)
- 科隆电影学院 Internationale Filmschule Köln（IFS）

## 文化和名胜

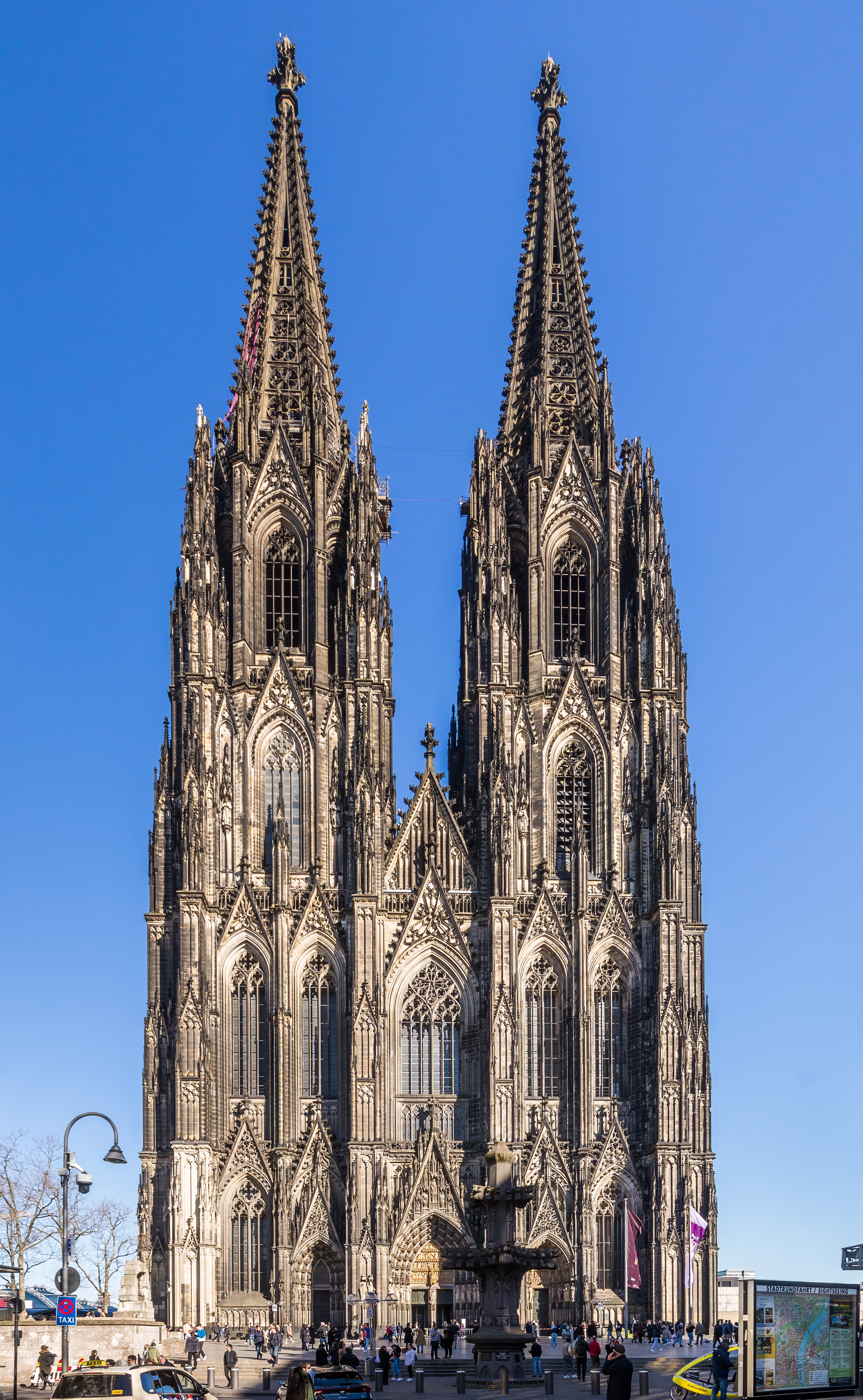
科隆哥特式大教堂

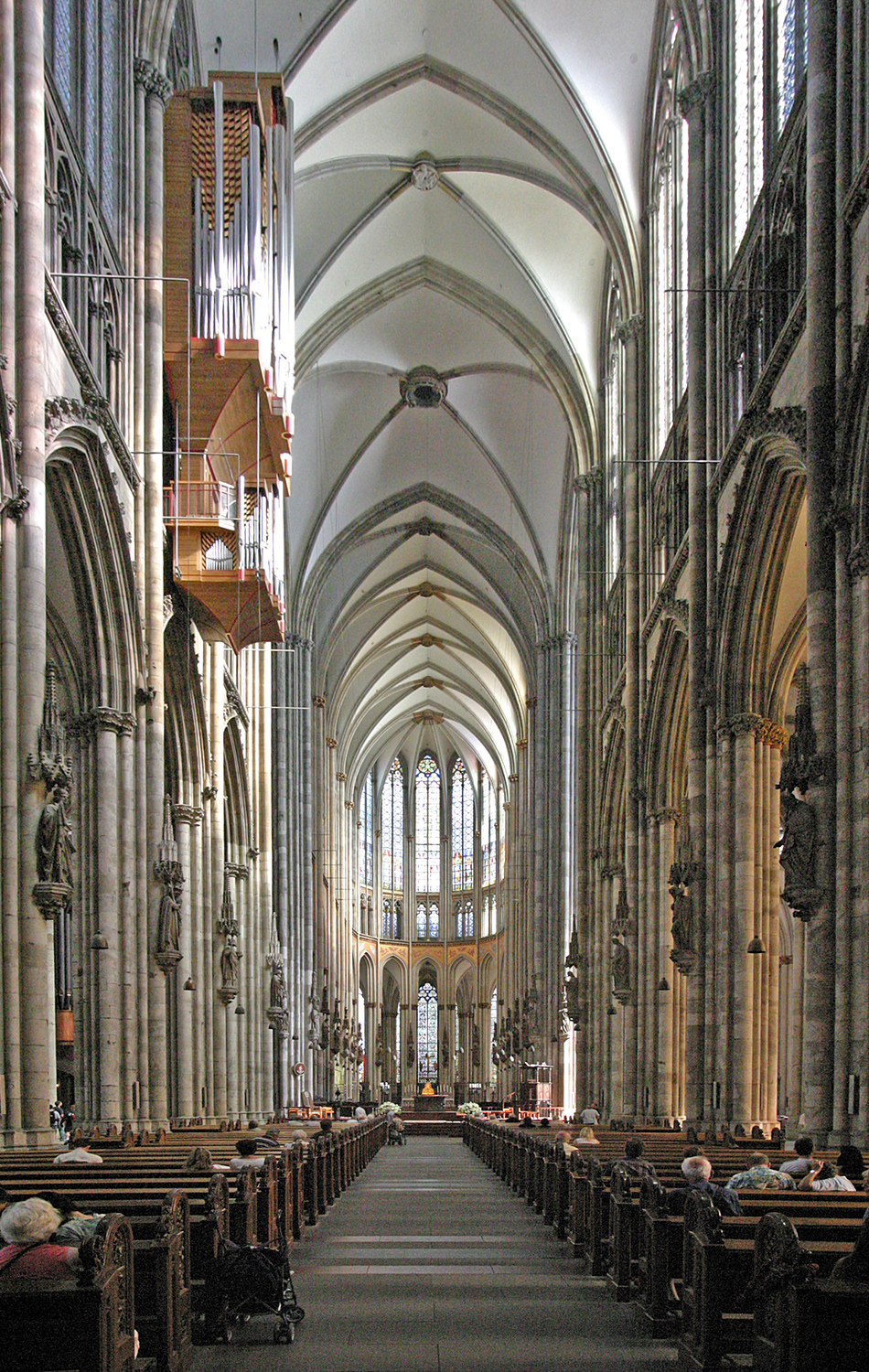
大教堂内部

在中世纪科隆成为德国一个重要的教会、艺术和教育中心。科隆大教堂是欧洲北部最大的哥特式教堂，其中保存着据说是东方三博士的遗骨。1996年大教堂被纳入世界遗产，它是科隆的标志。第二次世界大战中科隆被严重破坏，今天它是一个文化中心，室内有许多博物馆、画廊、艺术展览。科隆的艺术和音乐界也非常活跃。

### 剧院
科隆有许多剧院。市政府办的有一座话剧院和一座歌剧院（1822年成立）。

### 音乐

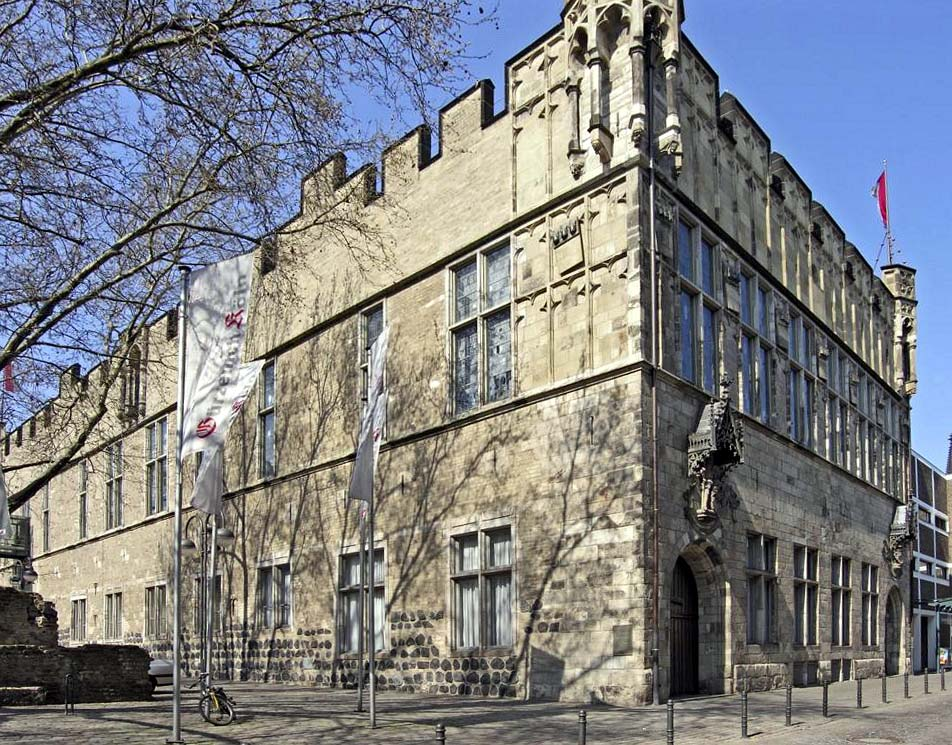
居茨尼赫音乐厅

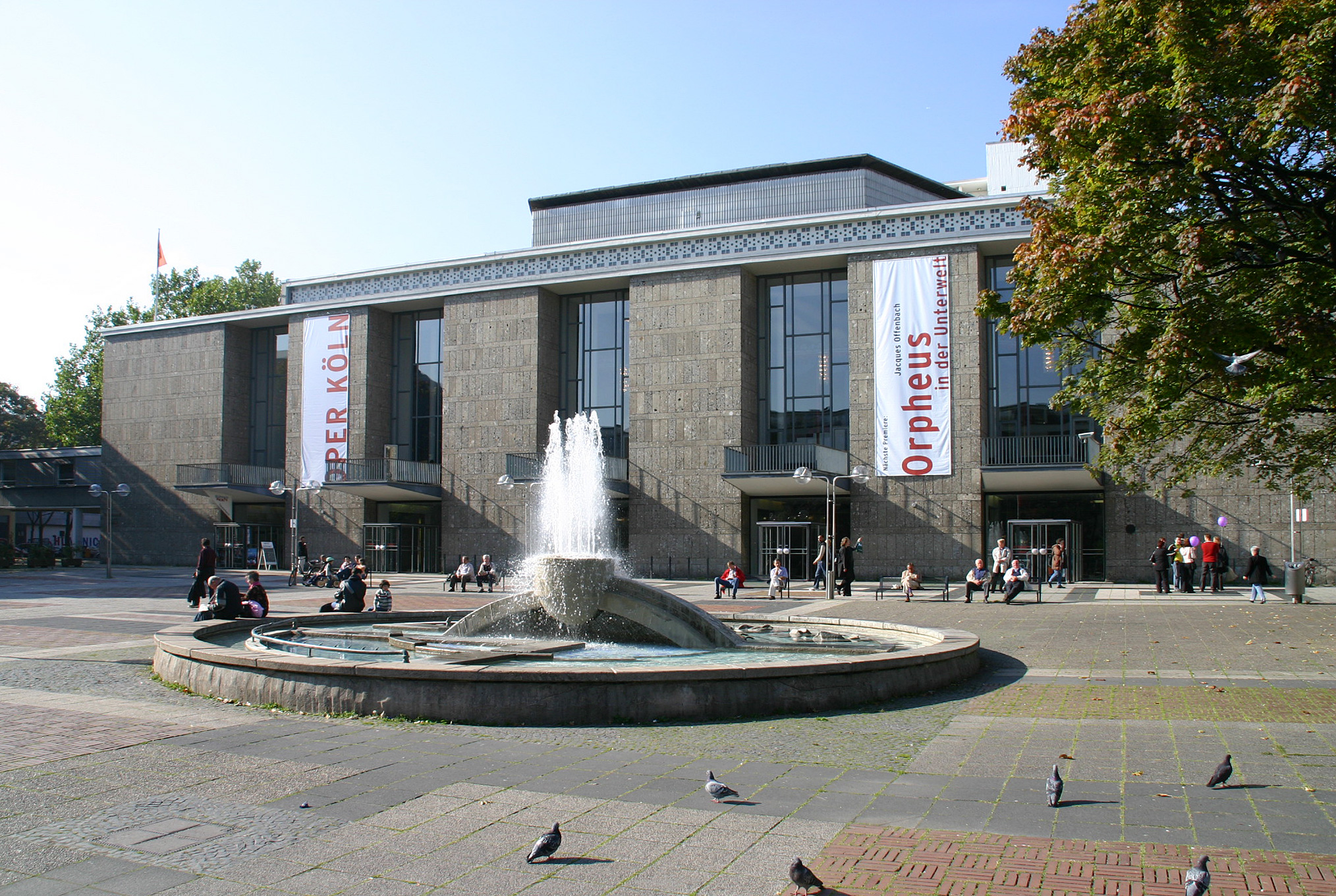
奥芬巴赫广场

科隆有众多著名的交响乐团和室内乐团。科隆居策尼希乐团是1857年成立的。从1888年开始这支乐队由市政府管理。它是歌剧院的伴奏乐团，但也举办自己的音乐会。康拉丁·克莱采尔、赫尔曼·阿本特罗特、君特·万特等著名指挥曾经为乐队指挥。
科隆第二有名望的乐队是科隆西德广播交响乐团。这支乐队是1945年成立的。著名的室内乐队有科隆古乐合奏团（1985年成立）、科隆古乐团（1973年成立）等。
科隆有众多合唱团，仅科隆大教堂就有四支合唱团。科隆的业余合唱团也非常活跃。许多合唱团有自己的背景和重点。
科隆音乐学院是欧洲最大的音乐学院。莱茵音乐学校则在市内多处为儿童和青少年提供学习音乐的机会。
最重要的音乐厅是科隆爱乐厅，这个大厅里演奏的从古典音乐、现代音乐、爵士乐、流行音乐，范围非常广。其它重要的演奏地还有科隆竞技场等。在西德广播公司和德意志广播电台的广播厅里也定期举办音乐会。西德意志广播电视台除其交响乐团外还有一个大乐团，它是欧洲水平最高的大乐团之一。市内的爵士乐厅里演奏各种爵士乐。至今为止在中世纪的舞厅居策尼希音乐厅里还有音乐会举办。
通过狂欢节科隆保留了特有的民族音乐。这个狂欢节特别的民族音乐与一般的德国民族音乐有所区别。其歌曲几乎全部是用科隆方言唱的，其风格融合了通俗音乐、流行音乐和摇滚乐的因素。在德国没有另一个城市里会有这么多地方歌曲被演奏。在这个传统的带动下市内也出现了一些与狂欢节无关的民族乐队。近年来市内还有几个無伴奏合唱的乐队重现。

### 文学
歌德、海因里希·海涅、保罗·策兰等著名德国作家均曾经在科隆写作。诺贝尔文学奖获得者亨利希·伯尔是科隆人。市内的文学设施经常聘请世界各地的著名文学家访问科隆。当地的书店、咖啡馆、酒店往往会举办阅读会、签名等活动。除大的出版社如基彭霍伊尔&维驰出版社外科隆还有众多小出版社。

### 博物馆

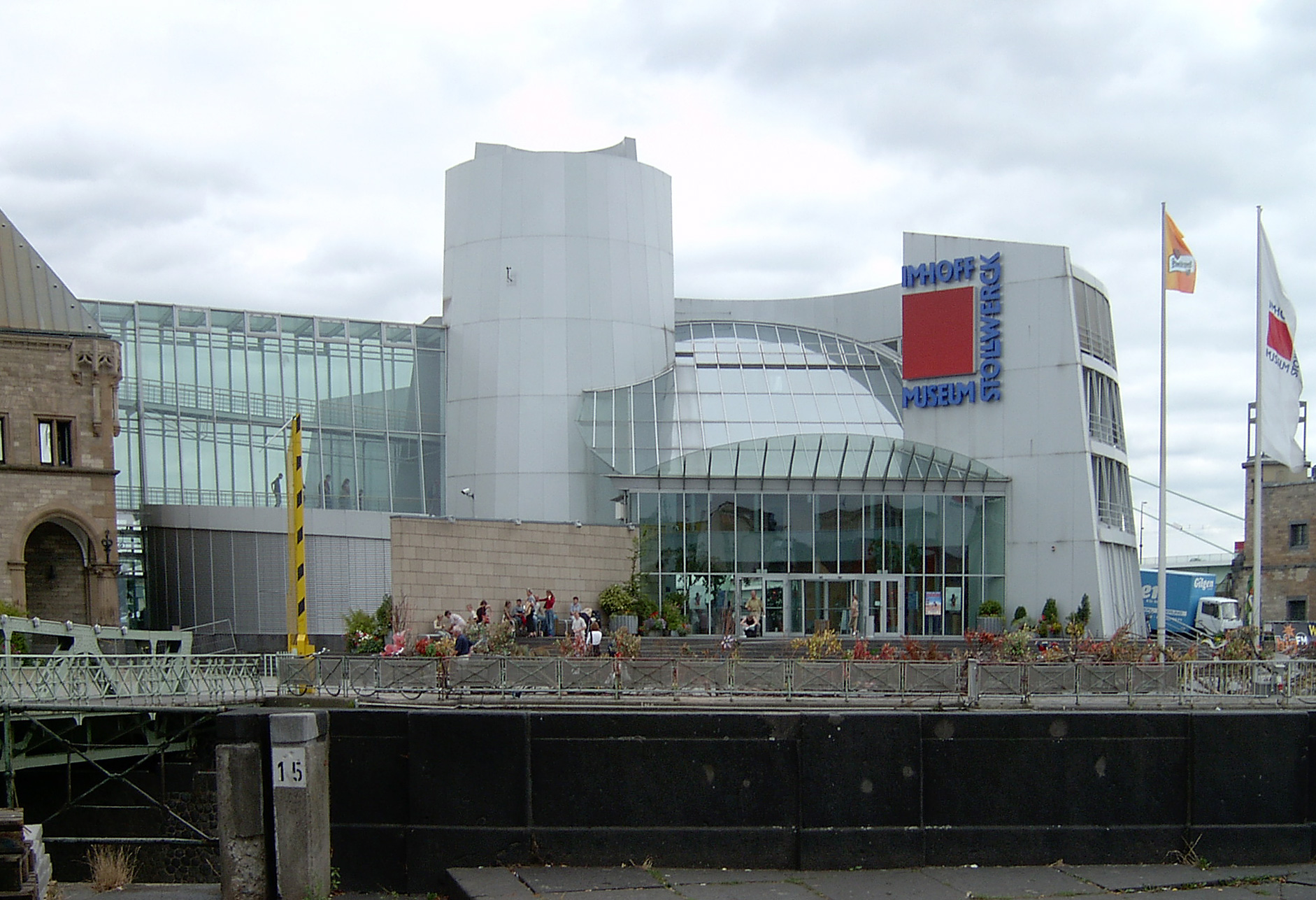
巧克力博物馆

科隆最著名的博物馆为路德维希博物馆（现代艺术）、瓦尔拉夫-里夏茨博物馆（中世纪和古典艺术）和罗马日耳曼博物馆（罗马时代和中世纪初期考古）。
其它重要博物馆有：
- 爱克发历史摄影馆（历史照片）
- 德国体育和奥林匹克博物馆
- 科隆大教堂藏宝室
- 芬芳博物馆
- 大主教教省博物馆
- 货币历史博物馆
- 巧克力博物馆
- 凯特·珂勒惠支博物馆
- 狂欢节博物馆
- 科隆市博物馆（城市历史）
- 应用艺术博物馆
- 东亚艺术博物馆
- 施纽特根美术馆（中世纪宗教艺术）

### 建筑

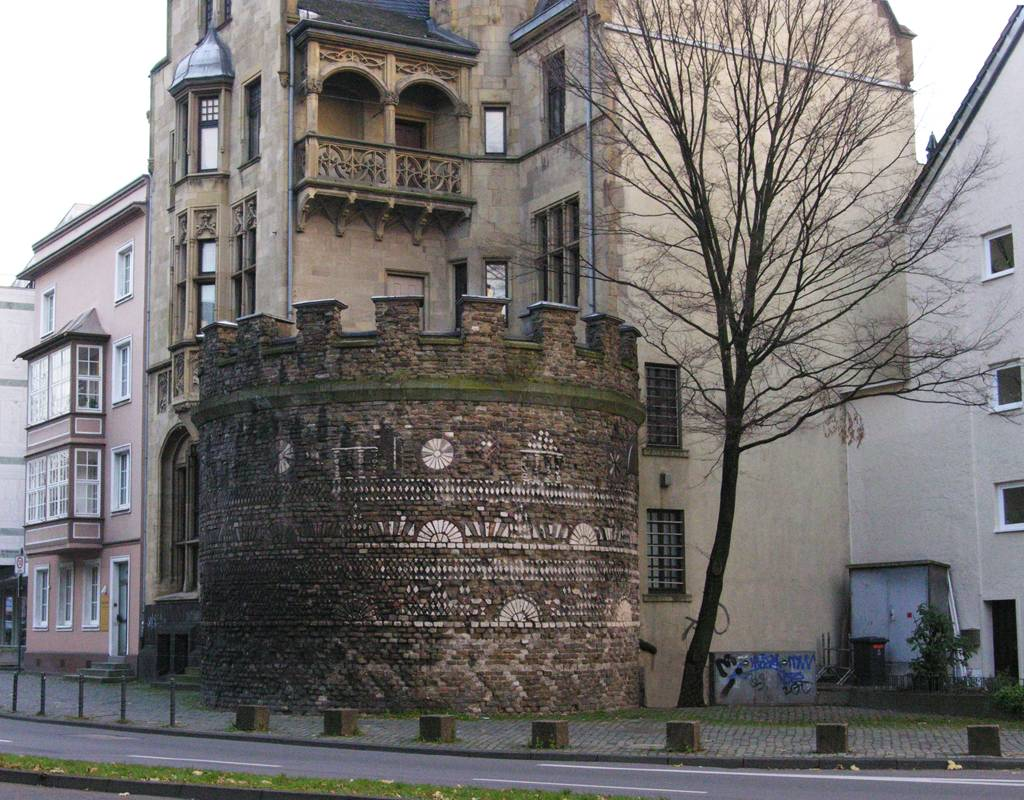
罗马城墙遗迹

科隆的老城及其周围地区在第二次世界大战中几乎完全被毁，重建时虽然街道走向和原来的名称基本被保留，但是现在的建筑几乎全部是1950年代的格式。只有少数幸免的和因为其巨大意义被重建的是老风格的建筑。

#### 古罗马建筑
在整个内城区里到处均有罗马时代的遗迹，部分位于地下停车场和地窖中，有些只能通过电梯看到。地上的遗迹包括城墙的一部分。

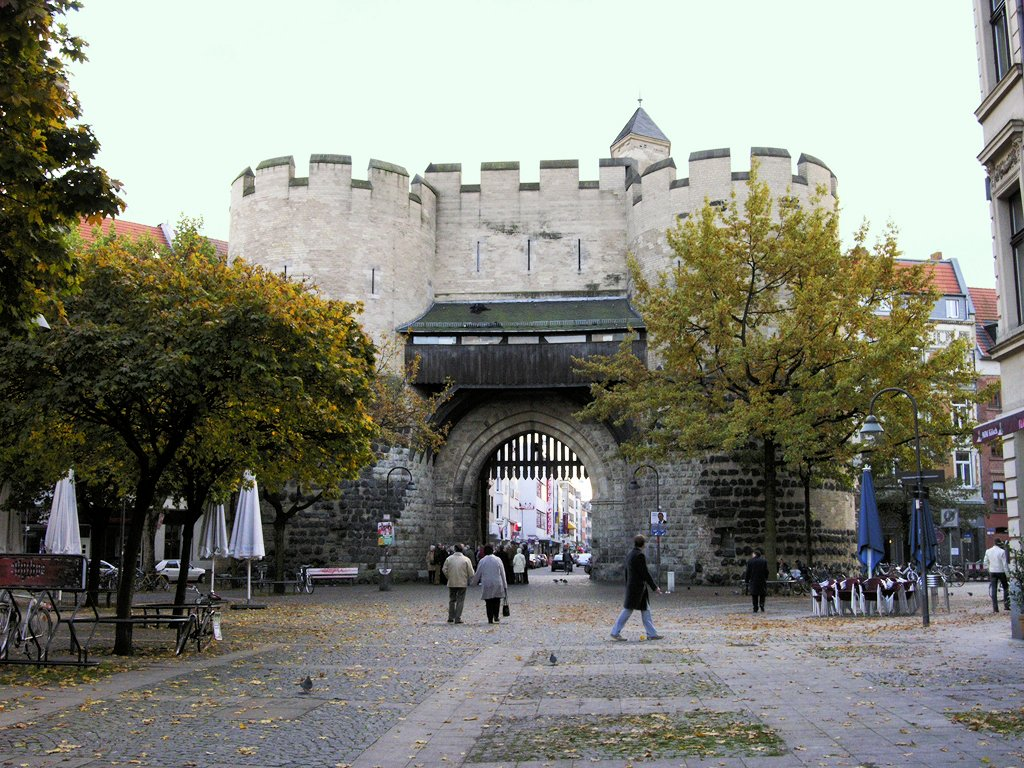
中世纪城门

#### 中世纪建筑
一些重要的中世纪民用建筑被保存下来或者被重建。其中包括市政大厦、大仓库、居茨尼赫音乐厅等。中世纪城墙的部分也被保留，其中包括多座城门。尤其老城的马丁区中大多数建筑实际上是战后重建的，而不是古代的建筑物。

#### 普鲁士时期建筑
科隆的要塞位于今天市区的最外层。今天部分碉堡还可见。科隆的新城建于1880年至约1920年间，位于中世纪城墙与要塞之间，当时是总体设计的，是德国这样总体设计的市区，它环绕老城，其中的风格从历史主义、新艺术运动一直到表现主义。但是在大战中被毁严重，战后又被拆除许多。今天只有部分地区还能够体现出当时的状况。此外今天这里也不仅仅是居民区了。许多文化中心和商业企业（以艺术和饮食为主）也在此立足。比较有代表性的有南城、大学区和比利时区的部分建筑。新城北部的圣安妮丝教堂是典型的莱茵新哥特式建筑。

#### 两次世界大战间的建筑
在1920年代里当时的市长康拉德·阿登纳在科隆建筑了数幢非常重要的建筑。博览会以及博览会塔是砖结构的表现主义建筑，建筑内部是一个钢骨架，外部用砖做成表面和装饰。市内环上的汉莎大厦也是同样风格。1924年时它是欧洲最高的建筑。科隆大学的建筑是至1929年建成的。在1920年代科隆市内还建造了许多居民楼，一些市区是那个时候按照新市鎮的结构形成的。
纳粹时期曾经有过拆除大多数市内建筑建造巨大的集会广场的计划，但是这些计划均没有实现。

#### 战后建筑

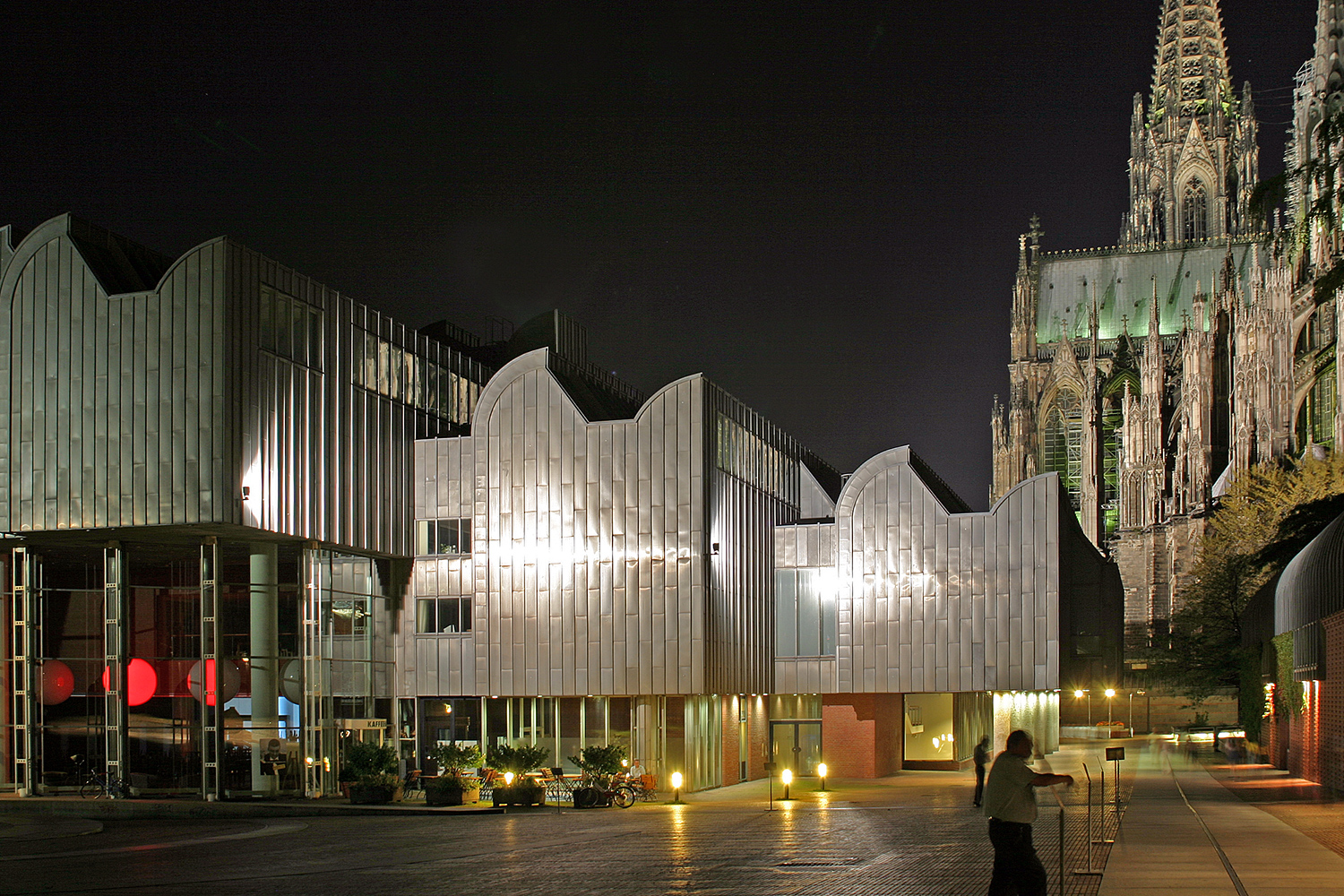
路德维希博物馆

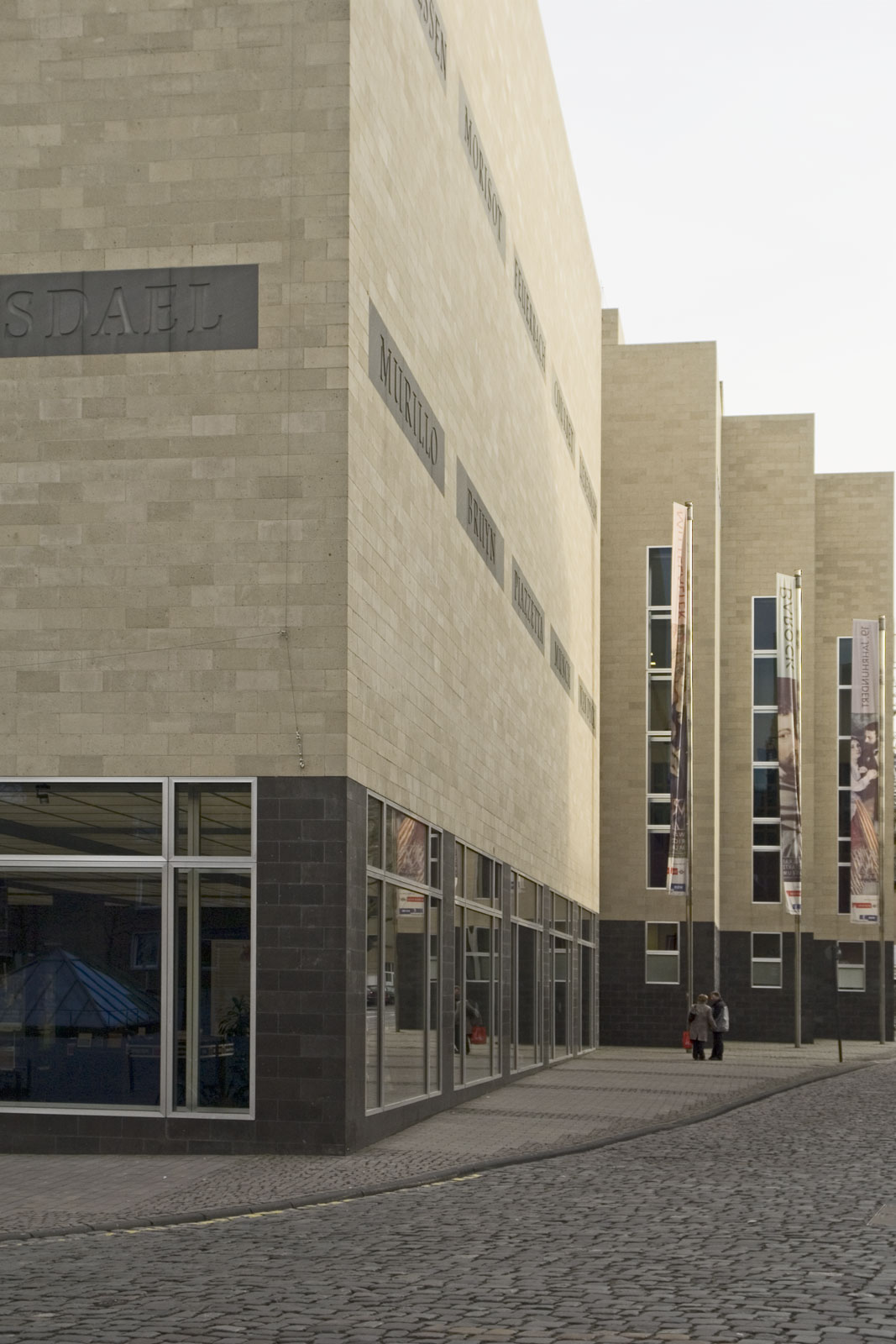
瓦尔拉夫·理查尔茨博物馆

美军，后来英军军事政府从1945年开始重建基本上被毁的科隆市。最初计划完全重建内城为一个适合汽车的城市，但是这个计划没有被实现。今天的街道基本上沿着过去的街道建造，而且比较狭窄，少数比较宽的大街通入市中心。当时最急迫的任务是提供便宜的住房，因此许多快速新建的宿舍外观平凡一致。只有少数特别的建筑物使得科隆在1950年代成为一个榜样城市。尤其大教堂附近的建筑群是一个标榜。1967年科隆最繁华的商业街被改为步行街。
1960和1970年代的建筑大多以毫无修饰的混凝土为主，80年代后情况才有好转。科隆电视塔建成后人们开始重视内市区的建设。1986年建成的科隆爱乐大厅和路德维希博物馆为科隆的市容带来了特殊的现代化风味。同时通过建造地铁减轻了内市区的交通状况。1990年代在原来的货物火车站建造了科隆信息科技园，在莱茵河右岸建造了科隆竞技场。瓦尔拉夫·理查尔茨博物馆和世界住宅区是内市区最现代的建筑的代表。

#### 重要的宗教建筑

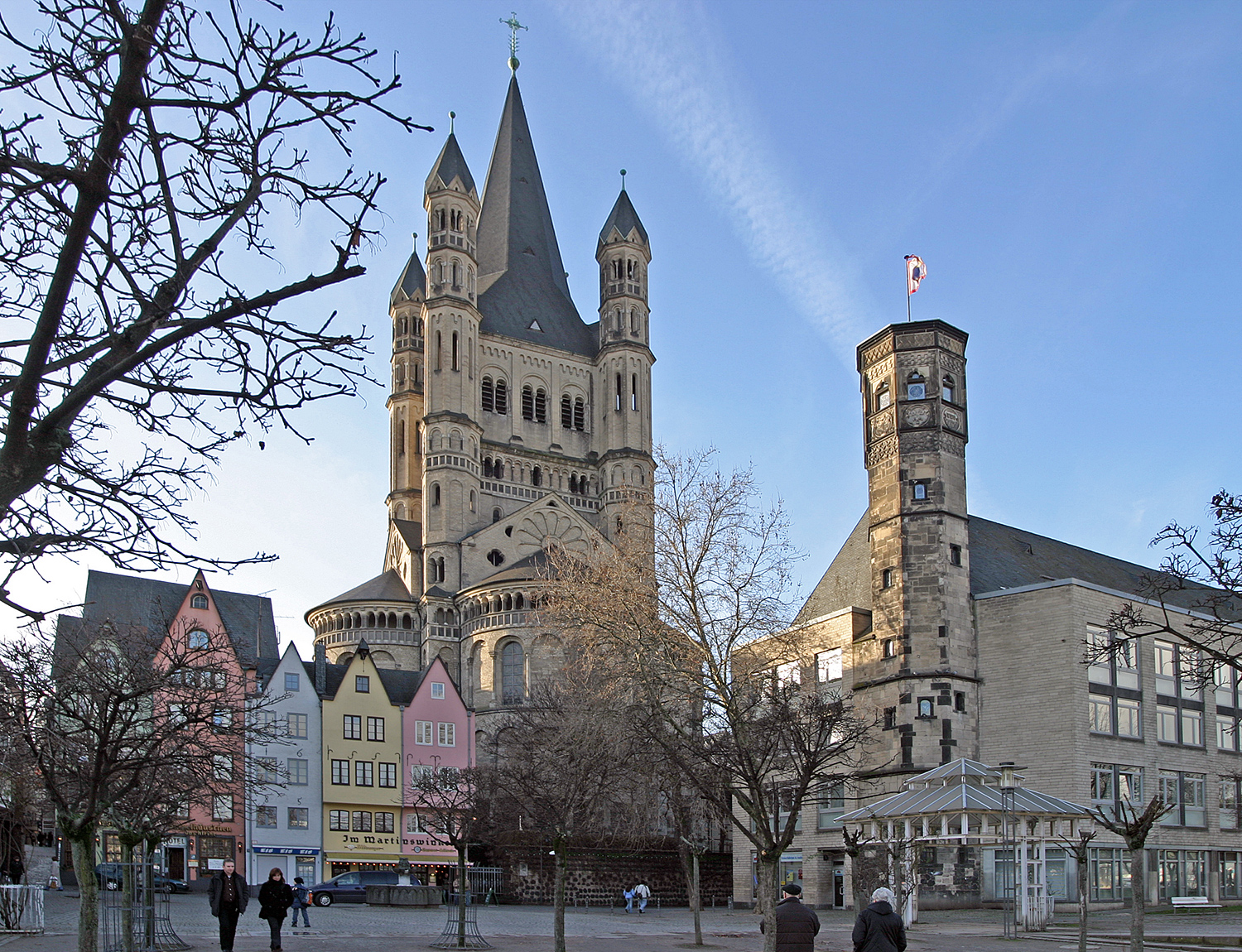
大圣马丁教堂

科隆最重要的标志是哥特式的大教堂圣彼得和玛丽亚。它的建筑时间共约600年，一直到19世纪才完工。在这座教堂里保存有东方三博士的遗骨。这使得科隆成为一个重要得朝圣地。它们今天被陈放在一个12世纪末或13世纪初造的金盒子里。
在文化史中同样重要的是市内的12座罗曼式教堂。这些教堂大多数在二战中受到严重破坏，其修复工作一直到1985年才完工。
除此之外科隆内市区还有数座哥特式和巴洛克式教堂。直到1802年为止新教徒不准在科隆市内从事神事，因此科隆市内莱茵河左岸的新教教堂大多数是1802年后转用的，少数是后来新造的。
在科隆外围的市区内也有现代教堂建筑。
科隆市内还有两座教堂的废墟，现在被结合在市容中了。
在科隆新城和周边城区里还有其它许多小的罗曼式、哥特式和现代教堂。

#### 莱茵河桥

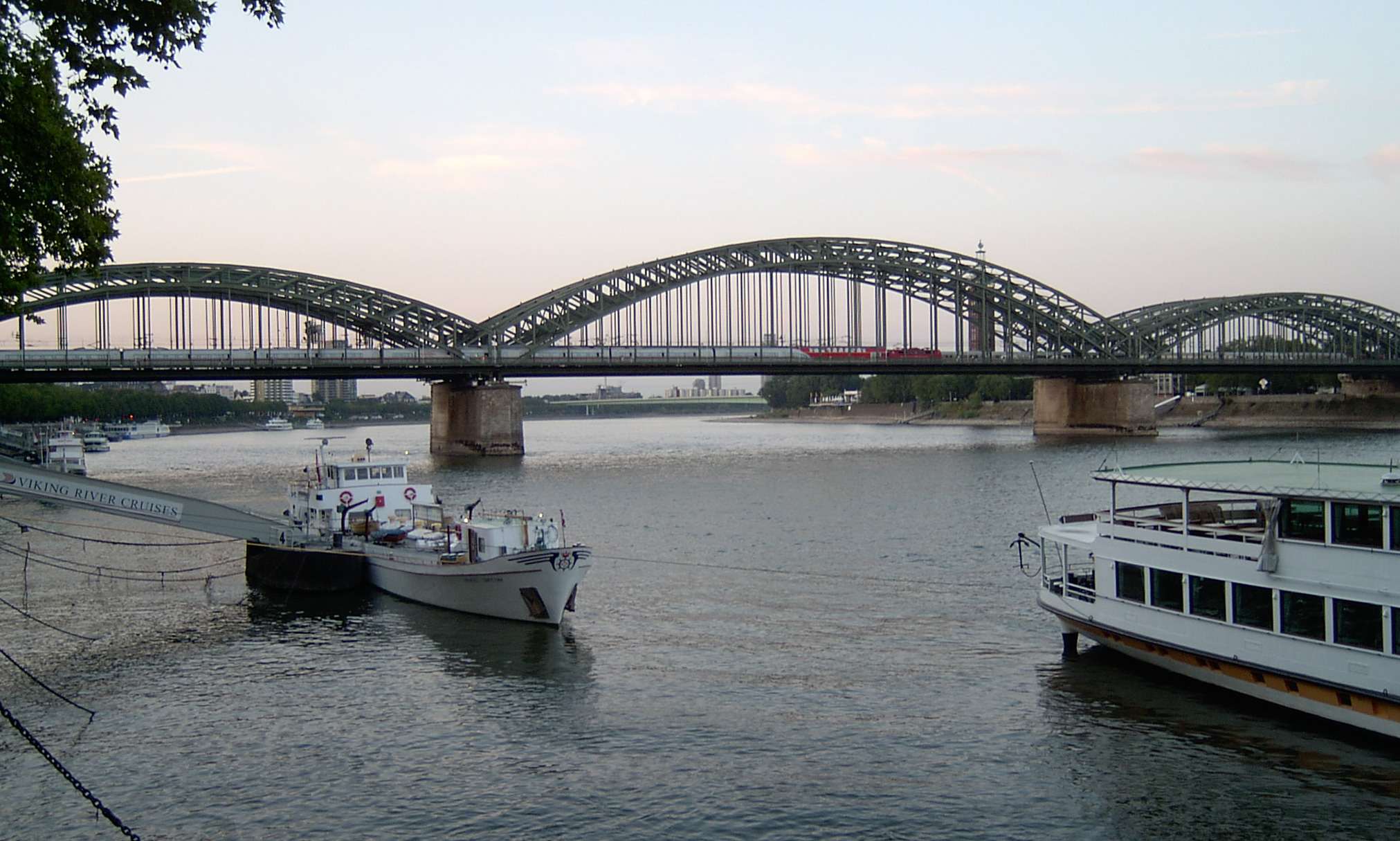
黄昏中的霍恩索雷伦桥

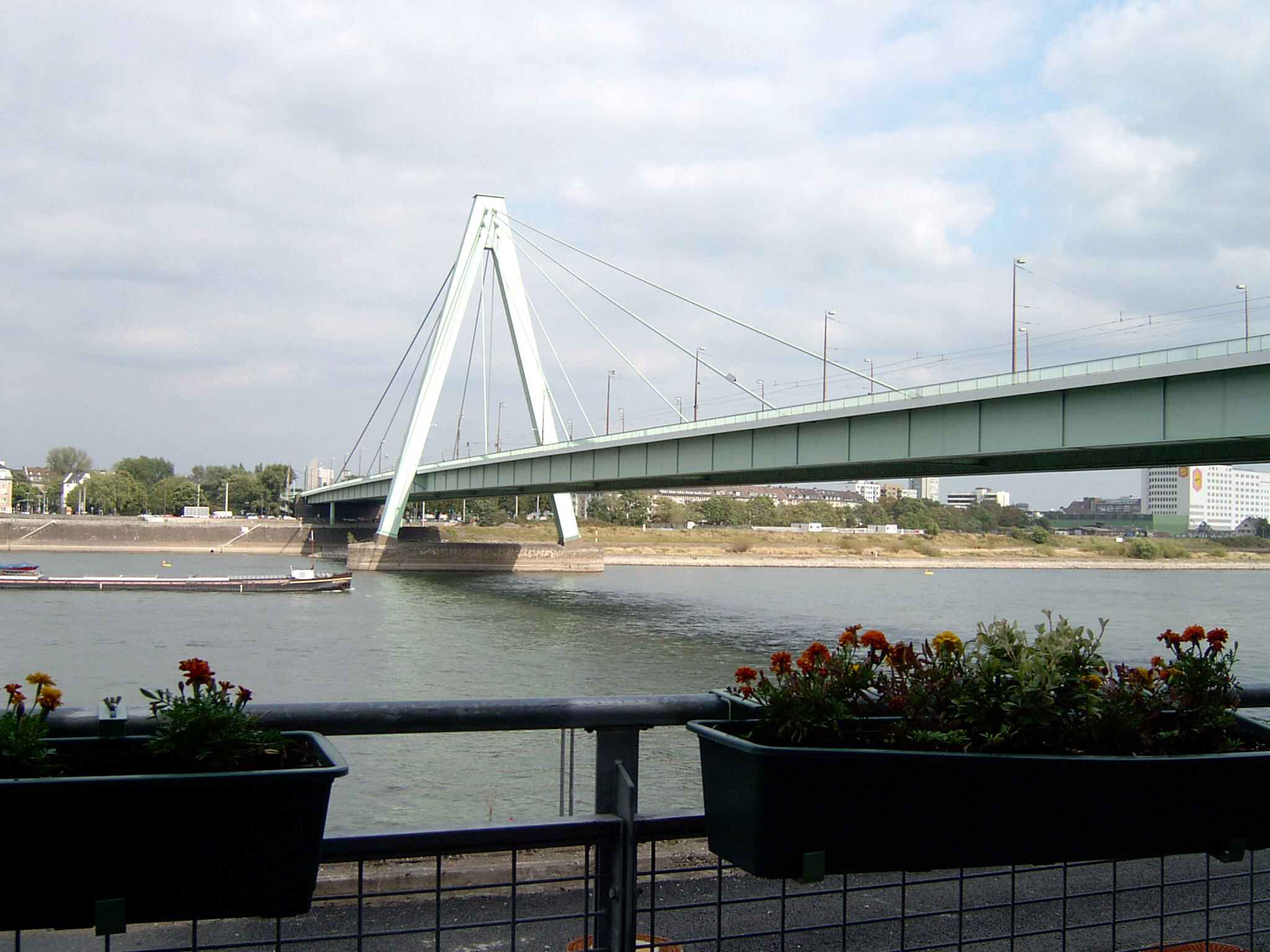
塞维林桥

科隆市区内共有八座跨越莱茵河的桥梁，两座铁路桥、两座高速公路桥和四座公路桥：
- 霍恩索雷伦桥是一座铁路桥，它是市内最显眼的大桥，也是欧洲轨道车辆量最高的桥梁
- 南桥也是一座铁路桥，它被建造来减轻霍恩索雷伦桥的交通量
- 罗等基兴高速公路桥位于市区南部
- 位于市区北部的高速公路桥没有特别的名称，它与罗等基兴高速公路桥是科隆的高速公路环跨越莱茵河的地方

市内的四座公路桥建筑各异：
- 塞维林桥是一座斜拉桥
- 动物园桥
- 缪海姆桥是一座悬索桥
- 道依茨是战后最早修复的莱茵河桥，1947年修复后后来又被扩建过一次

### 公园和绿地

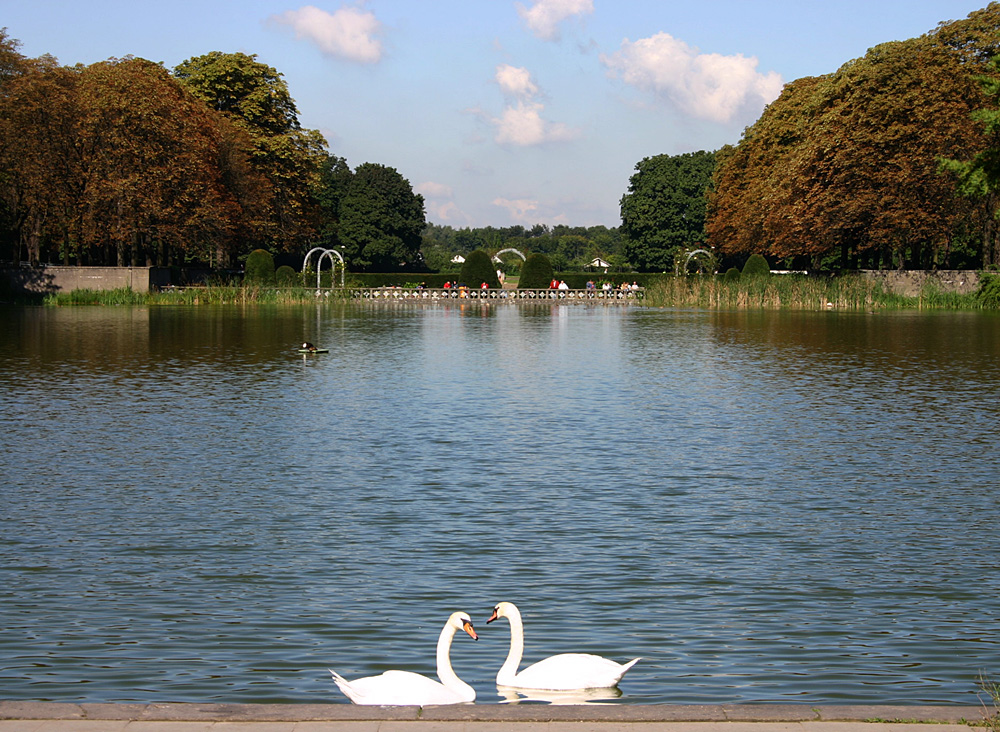
公园里的天鹅

在莱茵河左岸的市区里科隆有内外两道绿环。内环长七千米，数百米宽，共约120公顷。它是第一次世界大战后按照凡尔赛条约被拆除的要塞内环的原址。第二次世界大战中的废墟被堆积在这里形成了一座约25米高的小山。内绿环中有25个树种、绿地和多个池塘。
外绿环原本是要塞的外环，本来计划中这个外绿环应该完全围绕科隆市，但出于经济原因这个计划没有实现。这座绿环是在1920年代建成的，面积约800公顷。莱茵河右岸的要塞也尽可能地改造为绿地了。
科隆最美丽和最古老的公园是5公顷大的城市公园。公园里的饭店也已经有100多年历史了，现在里面还有一个爵士乐俱乐部。
市南的人民公园也已经有一百多年历史了。夏季天气好的时候会有许多人来此野餐，还会有许多艺人在这里奏乐或者杂耍。这个公园里也常常举办文化活动，比如橘园中常演戏。
广岛长崎公园位于一座小丘上，这座小丘也是用二战后清理出来得废墟堆积起来的。它是大学生喜欢聚会的地方。公园原来没有名字，这个名字是2004年8月7日授予的。
科隆市内和周边市区中还有一些有意思的公园。
1881年沿原来中世纪城墙建造的环城路上有多处类似公园的绿地。二战后这些绿地多被取消或改变，只有城市西部还保留着过去的样子。
科隆的动物园和植物园以及1959年联邦花园展览的遗址也值得一观。
科隆市北的湖泊地区是重要的近郊休闲地，湖上可以游泳、潜水、钓鱼、风帆、划船等，湖边的街道上可以滑旱冰。
离科隆不远的莱茵兰自然公园也被称为“科隆的第三绿环”，它也是重要的近郊休闲地。

### 体育

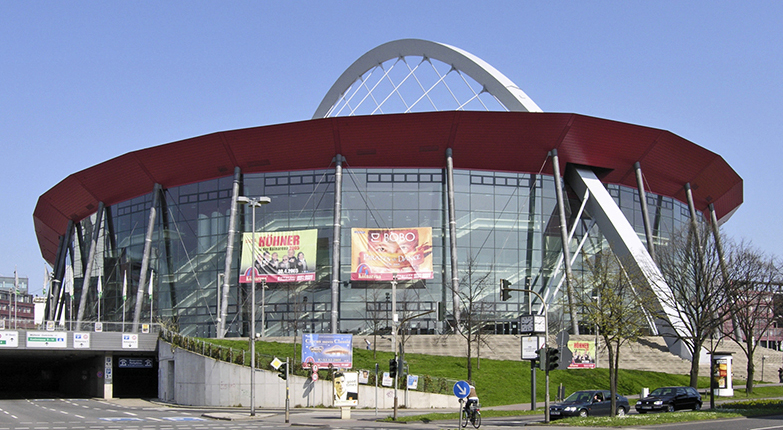
科隆竞技场

德国科隆是一座体育气息浓郁的城市。拥有世界上首屈一指的体育大学Deutsche Sporthochschule, Koeln。其体育经济与管理、运动训练、康复与预防、休闲体育等专业在体育领域享有盛名。德国最高级别的足球教练员进修机构也设在德国体育大学。
科隆有许多职业和业余运动队以及协会。一下为一些知名的：
- 足球：科隆足球俱乐部
- 一级方程式赛车：丰田车队
- 冰球：科隆鲨鱼队
- 美式足球（NFL Europe）：科隆百夫长队

科隆最大和最有名的足球场是萊茵能源球場。

### 夜生活
尤其在周末科隆市内到处都是市民和游客。许多各种风味和针对各种钱包大小的迪斯科、酒吧、夜总会里到处都有年轻人和学生。尤其老城区的大学生区非常吸引人。

### 狂欢节
科隆狂欢节在市内也被称为“第五季节”，每年于11月11日11時11分正式在老市场上开幕。不过在除夕之前基本上没有什么活动。新年过后到处开始举办会议和其它活动，一直到大齋首日传统地以吃鱼结束。
狂欢节期间各狂欢节俱乐部会召开舞会和所谓的“官方”盛大会议（Prunksitzung）。参加这些盛大会议的主要是比较老年、比较保守的人，往往许多政界和商界名人会参加。
在过去数十年中也有人开始反过来举行针对这样的盛大会议的运动。他们举办的“牢骚会议”已经成为科隆狂欢节期间最赚钱的活动了。许多酒吧也效仿举办类似的小型活动。
狂欢节的顶峰是从女人狂欢节（周四）开始到玫瑰星期一后的星期二的六天街头游行和狂欢。在这段时间里科隆市内所有的政府机关、学校、商店全部关闭。街上有许多人化装游行。各个市区也有其自己的游行。
科隆狂欢节的一个特殊之处是所谓的“幽灵游行”。幽灵游行本来是一个比较老的传统，后来被遗忘了。1991年由于海湾战争爆发各大狂欢节俱乐部取消了狂欢节游行。民间对此举不满的人自发在夜间组织了游行。从此这个传统复苏。在安全得以保障的地方科隆市甚至关闭路灯来加强其效应。

### 定期举行的活动
- 狂欢节
- 科隆之光（莱茵河上的音乐会和烟火）
- 克里斯多佛街日（骄傲遊行，七月的第一个周末）
- 环城路节（科隆最大的音乐节）
- 马拉松赛（九月）
- 国际科隆幽默节
- 科隆音乐三年节
- 科隆文学节
- 科隆流行文化节
- 春季游乐场
- 秋季游乐场

### 饮食

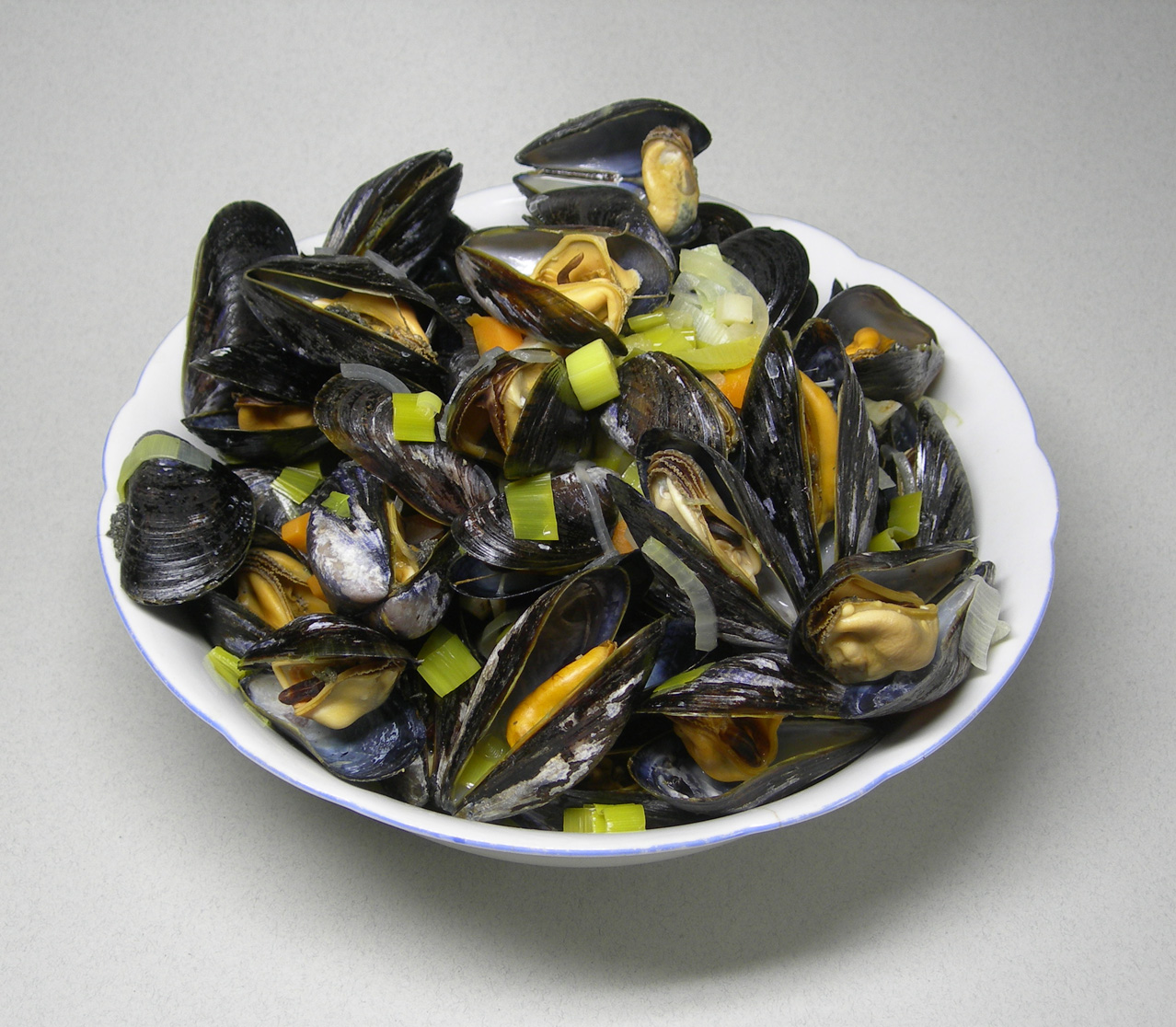
科隆式淡菜

科隆的地区特色饮食历史悠久，当地的特产往往与外地进口的、有时珍奇的食物混合。作为一个重要的欧洲商城很早以前在科隆的厨房里就开始使用鲱鱼、淡菜和各种调料了。中世纪时莱茵河里盛产鮭魚，当时鮭魚是穷人吃的，而鲱鱼则是富人吃的。直到今天当地还有使用苹果、洋葱和酸奶做的莱茵式的鮭魚。莱茵式淡菜也是一种重要的当地菜。

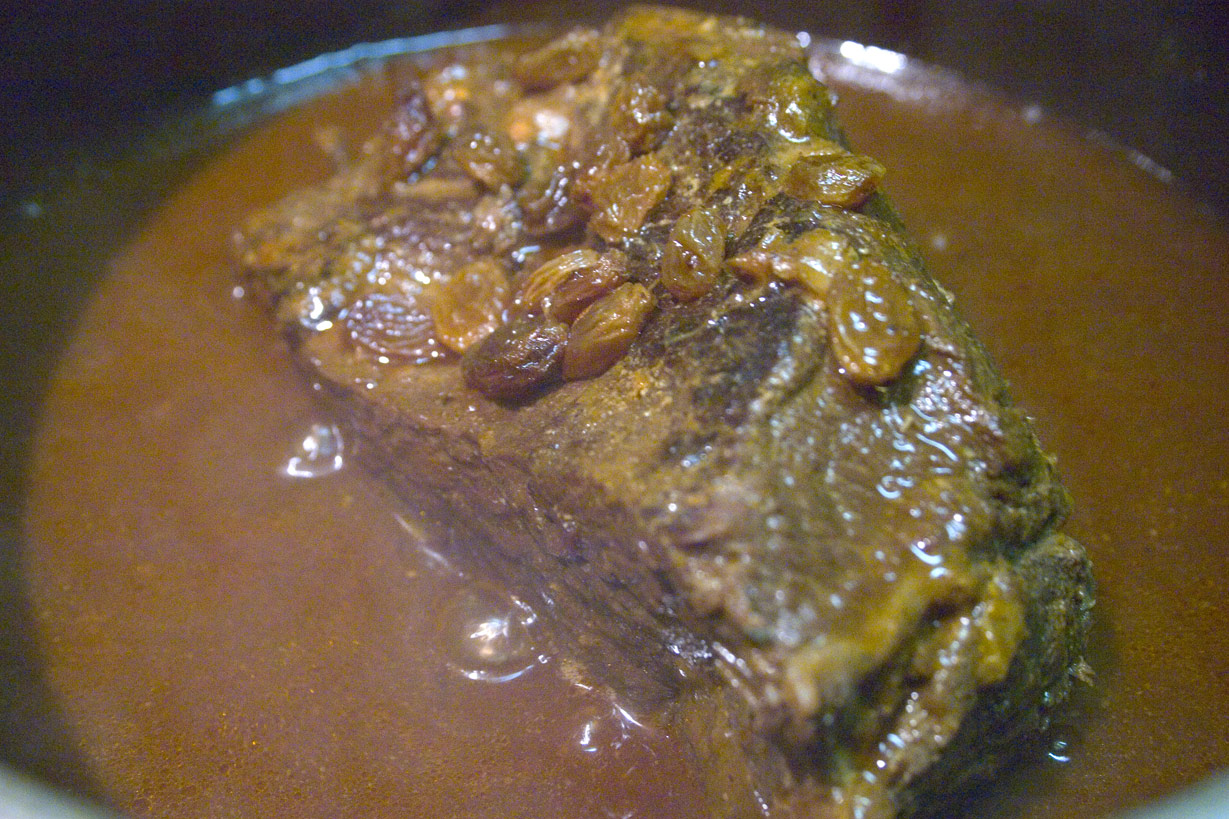
葡萄干伴醋烩牛肉

莱茵兰菜的一个特色是将鲜味与甜味伴在一起。由于当地土质和气候优良，因此科隆菜里蔬菜也非常重要。科隆菜里酸甜的代表是莱茵式醋烩牛肉，本来是使用马肉，加上许多葡萄干烧成。另一个代表菜是天和地，这道菜是将马铃薯（地）泥与苹果（天）泥混在一起做成的，配上血肠食用。蔬菜里地位最高的是皱皮椰菜和莴笋。

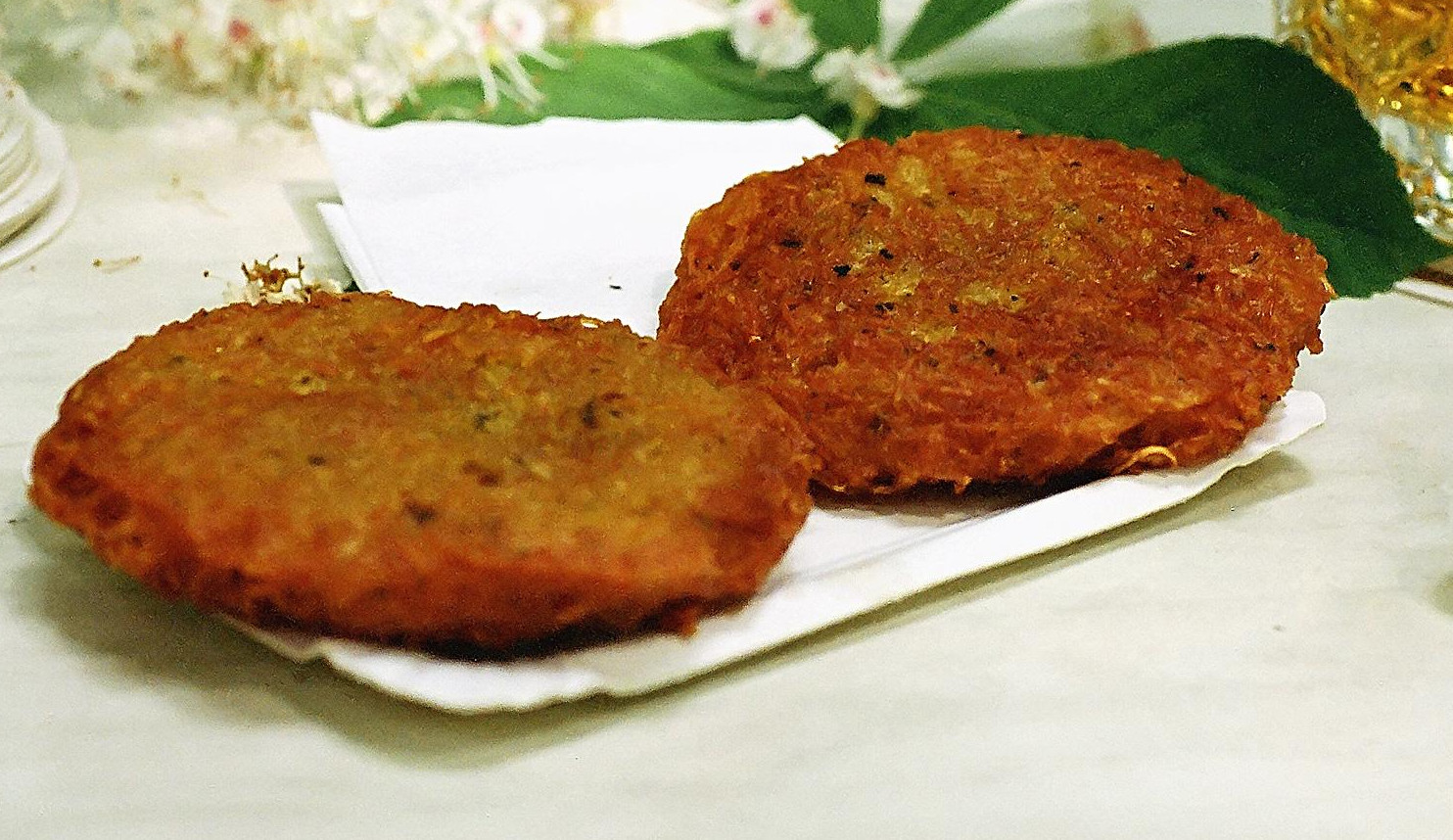
马铃薯泥饼

在科隆食品业中啤酒店有非常特别的作用。本来这些店铺只是啤酒厂卖酒的地方，但是后来却发展为科隆市民最重要的饭店了。除上述菜肴外有代表性的还有蛋炒火腿、德国烤蹄膀、猪手、马铃薯泥饼等。由于这些菜肴的制作复杂，因此在一些酒店里只在一定的日子里才吃得到这些菜。其它伴酒的小吃有牛肉泥饼、血肠等。当地的科隆啤酒总是新鲜的直接从啤酒桶里打出来的，每瓶总是0.2升。
当地的点心最有特点的是一种被称为的甜面食，以及其它各种主要添加苹果和李子的蛋糕，作为糖浆当地人喜欢使用甜菜浆。

## 经济和基础设施
科隆经济中最重要的行业是食品业、汽车制造业、化学工业和媒介。但是科研、管理、博览会、保险业、银行业以及大公司的管理部门等在市内也是重要的经济行业。此外旅游业也是科隆的重要经济来源。

### 博览会
最有名的在科隆召开的博览会有：
- Gamescom, 年度游戏交易展览会
- 科隆食品展览会（Anuga），食品工业专业博览会
- 德国视讯影像科技展（Photokina），重要的影像工业专业博览会
- 科隆国际艺术展（ART Cologne），现代艺术专业博览会
- 国际自行车和摩托车展览会（IFMA）

## 交通

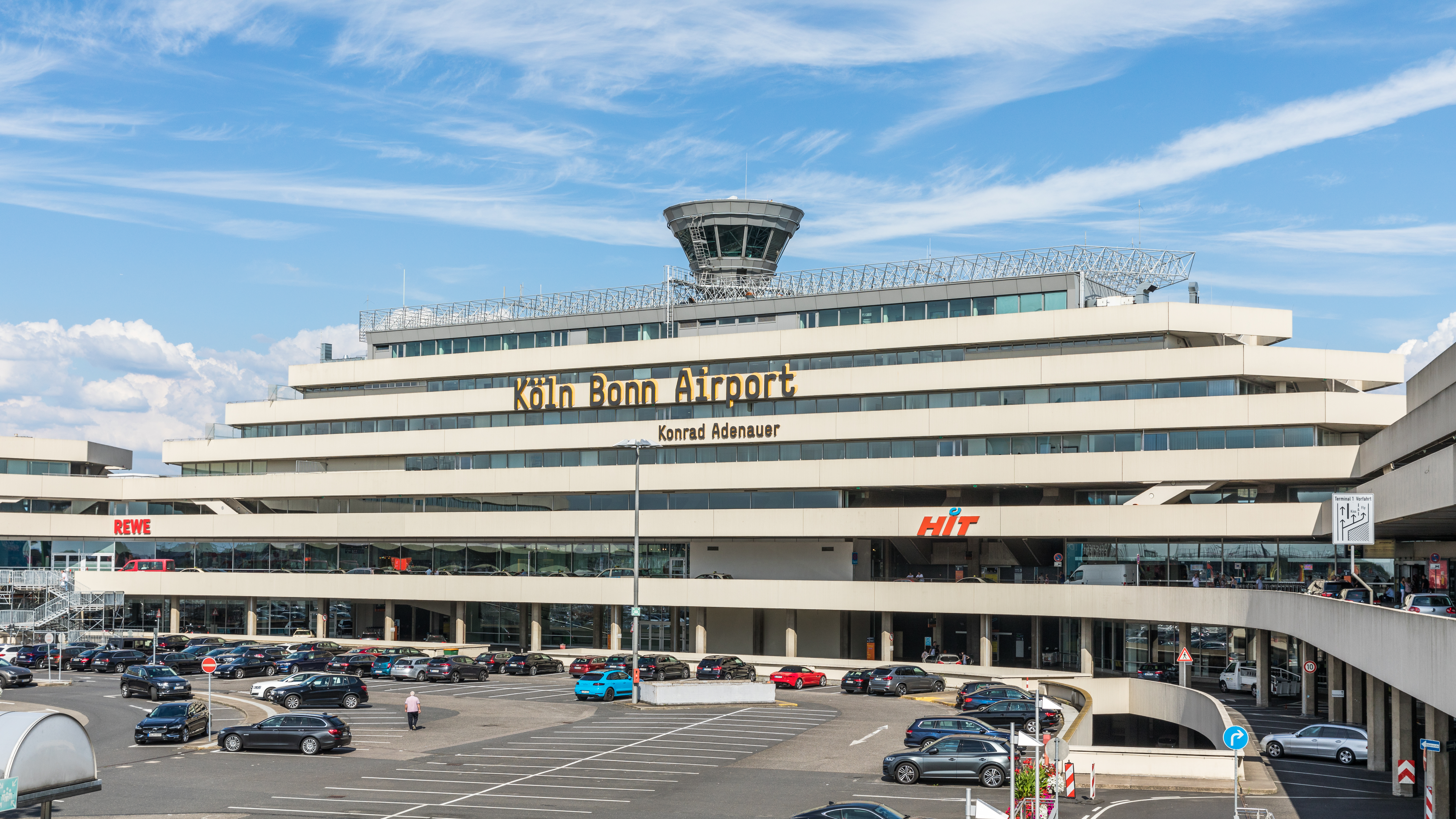
科隆波恩机场，1号候机厅

科隆市内公共交通工具包括捷运、有轨电车和公共汽车，价格都是同一票价，与周边地区的公共交通也相同。科隆波恩机场位于市区东南角，它是德国货运量最高的机场之一（2005年65万吨），联合包裹服务公司使用这座机场作为其欧洲基地，许多廉價航空公司也适用它作为中枢（2005年客运量为940万人次）。从1994年开始它的正式名称为“康拉德·阿登瑙机场”。科隆波恩机场与莱比锡哈雷机场是德国唯一两座没有夜间飞行限制的机场。目前从这里有飞往38个国家的139个机场的班机。

### 公路
以下高速公路通过科隆市区或者在很近的地方经过，组成科隆的环城高速公路：1号高速公路（从特里尔通过科隆通向多特蒙特）、3号高速公路（从法兰克福通过科隆通往奥伯豪森）、4号高速公路（从阿亨通过科隆通往奥尔珀）、57号高速公路（从科隆通往杜伊斯堡）、59号高速公路（从波恩通过科隆通往杜塞尔多夫）和555号高速公路（从波恩通往科隆）。此外以下联邦公路通过科隆：8号、9号、51号、55号、59号、264号、265号和506号。
1985年，联邦德国科隆市南面的一条高速公路上发生一起重大交通事故，155辆汽车撞毁烧毁，11人死亡，41人受伤，这是德国历史上最严重的高速公路事故。科隆市内有约1200辆出租汽车。 

### 鐵路
其它周边欧洲国家与科隆的铁路连接也很方便快捷。例如，科隆火車總站（Köln Hauptbahnhof）有开往布鲁塞尔／巴黎／阿姆斯特丹標槍女神高速列車，每日发车6次，科隆－巴黎的行程车行时间为3小时50分钟，科隆－布鲁塞尔车行时间为2小时16分。乘客在布鲁塞尔还可以乘坐欧洲之星到达伦敦。

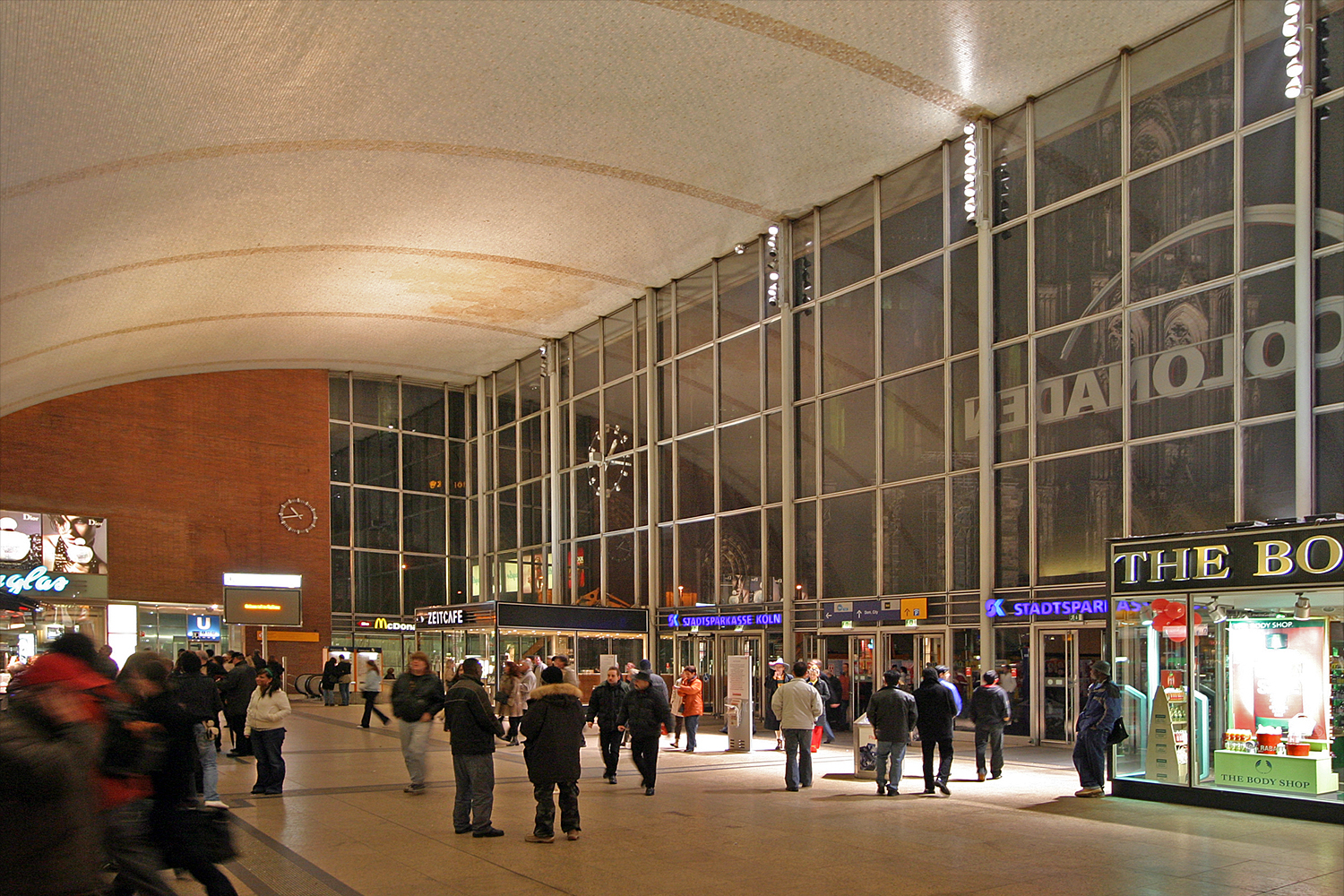
科隆火车站的大厅

科隆中心火车站是德国西部的铁路枢纽。从这里有通向各地的火车，比如特里尔、阿亨、巴黎、门兴格拉德巴赫、诺伊斯、杜塞尔多夫、伍珀塔尔、锡根、法兰克福，沿莱茵河两岸各有一条南下的铁路。

### 其他
跨越莱茵河的悬索缆车於1957年建造完成。

### 公共设施
众多德国联邦政府、州政府以及市县政府机关、研究所等的住址位于科隆。

### 法庭
科隆市内一共有八座法庭，其中包括上述法庭和专业法庭。

## 媒体
媒体行业在科隆有三至四万职员，科隆与柏林、汉堡、慕尼黑并列为德国最大和最重要的媒体城市。仅西德意志广播电视台在科隆就有3500名职员，科隆是其总部。此外爾特乐、一些广播电台以及许多小唱片出版社的总部也在科隆。科隆还有一个本市的电视台。
重要的媒介设施包括科隆媒体艺术学院、科隆国际电影学校等。北莱茵-威斯特法伦有专门的电影业资助系统。尤其在比利时区里有许多小的电影制片公司，不过这些公司大多不自己拍电影，而是为大公司提供专业的技术服务。
科隆信息科技园占地20公顷，有17.4万平方米的办公面积，科技园中现有约250个公司、5000名左右职员，其中60%在媒体和通讯业工作。另一个重要的媒体区是媒体中心，在这里有许多艺术家和公司工作，其中包括一些电视摄影场地。
在科隆市西北有欧洲最大的电影摄影场地，它位于一个过去的军用机场上，占地35公顷，上面有20个拍摄场地，有些有30米高的顶棚。在市西南还有另外一个大的拍摄场地。

## 人物

### 名誉市民
目前科隆共有23位名誉市民。此外科隆还有一个非官方的名誉市民，这个称号是由一个对官方选择名誉市民不满的协会提出的，目前有两名非官方名誉市民。

### 著名市民
- 著名科隆市民列表
- 科隆大主教列表

## 性交易合法性
科隆是德国最早（2001年）明确对卖淫和其他性交易规范管理的城市。在科隆北部隆格里希区，科隆政府规划出约一个足球场大的地方统一管理从事卖淫的妇女，给他们提供必要的帮助和安全保障。
科隆政府这一易的管理办法。通过有效地管理，最大限度保障从事色情服务的妇女的个人人身安全和权益。

### 城市記述
- Deutscher Städteatlas; Band II, 2. Im Auftrag des Kuratoriums für vergleichende Städtegeschichte e. V. und mit Unterstützung der Deutschen Forschungsgemeinschaft, hrsg. von Heinz Stoob †, Wilfried Ehbrecht, Jürgen Lafrenz und Peter Johannek. Stadtmappe Köln, Autoren: Hansgerd Hellenkemper, Emil Meynen. Dortmund-Altenbeken, 1979. ISBN 3-89115-317-1
- Köln, der historisch- topographische Atlas, hrsg. von Dorothea Wiktorin u.a.. Emons, Köln 2001, ISBN 3-89705-229-6
- Preußens Städte - Denkschrift zum 100-jährigen Jubiläum der Städteordnung vom 19. November 1808; hrsg. im Auftrag des Vorstandes des Preußischen Städtetages von Prof. Dr. Heinrich Silbergleit, Berlin, 1908
- Rheinisches Städtebuch; Band III 3. Teilband aus "Deutsches Städtebuch. Handbuch städtischer Geschichte - Im Auftrage der Arbeitsgemeinschaft der historischen Kommissionen und mit Unterstützung des Deutschen Städtetages, des Deutschen Städtebundes und des Deutschen Gemeindetages, hrsg. von Erich Keyser. Stuttgart 1956.

### 專題著作
- Christian Bartz: Köln im Dreißigjährigen Krieg. Die Politik des Rates der Stadt (1618-1635) - Vorwiegend anhand der Ratsprotokolle im Historischen Archiv der Stadt Köln（= Militärhistorische Untersuchungen, Bd. 6）, Frankfurt a. M. u. a. 2005, ISBN 3-631-53434-5
- Gerhard Curdes, Markus Ulrich: Die Entwicklung des Kölner Stadtraumes - Der Einfluss von Leitbildern und Innovationen auf die Form der Stadt. Dortmunder Vertrieb für Bau- und Planungsliteratur, Dortmund 1997, ISBN 3-929797-36-4
- Georg Dehio: Handbuch der Deutschen Kunstdenkmäler: Nordrhein-Westfalen I. Bearb. von Claudia Euskirchen, Olaf Gisbertz, Ulrich Schäfer u.a. Einl. von Udo Mainzer. München 2005, ISBN 3-422-03093-X
- Hiltrud Kier: Kleine Kunstgeschichte Kölns. Beck, München 2001, ISBN 3-406-47170-6
- Martin Rüther: Köln im Zweiten Weltkrieg : Alltag und Erfahrungen zwischen 1939 und 1945, Darstellungen - Bilder - Quellen. Mit Beitr. von Gebhard Aders. -（=Schriften des NS-Dokumentationszentrums der Stadt Köln, Bd. 12）, Emons, Köln 2005, ISBN 3-89705-407-8
- Christian Schuh: Köln 85 Stadtteile. Geschichte, Daten, Fakten, Namen. Von A wie Altstadt bis Z wie Zündorf, Köln Bibliothek 10. Emons Verlag 2003, ISBN 3-89705-278-4
- Arnold Stelzmann, Robert Frohn: Illustrierte Geschichte der Stadt Köln, 11. Auflage. Bachem, Köln 1990（1. Auflage 1958）, ISBN 3-7616-0973-6
- Bernhard van Treeck: Street Art Köln. Edition Aragon (Deutschland), Moers 1996, ISBN 3-89535-434-1
- Gerta Wolff: Das Römisch-Germanische Köln - Führer zu Museum und Stadt. Bachem, Köln 2000, ISBN 3-7616-1370-9

### 旅遊指南
- Köln, Merian Hefte Dezember 1979 und  Juli 1988.
- Baedeker Allianz Reiseführer Köln 9. Aufl. 1994

### 科隆之娛樂
- Jürgen Becker: Biotop für Bekloppte - Ein Lesebuch für Immis und Heimathirsche. Kiepenheuer & Witsch, Köln 1995, ISBN 3-462-02423-X
- Friedhelm Biermann: Drei Könige, elftausend Jungfrauen und noch etwas mehr - Ein unterhaltsamer Streifzug durch die Kölner Jahrhunderte. Emons, Köln 2001, ISBN 3-89705-228-8
- Hanns Dieter Hüsch: Köln. Eulen, Freiburg 1993, ISBN 3-89102-235-2
- Falko Rademacher: Köln für Imis - Ein Leitfaden durch die seltsamste Stadt der Welt. Emons, Köln 2006, ISBN 3-89705-249-0
- Thomas R. P. Mielke: Colonia, Roman einer Stadt - Zweitausend Jahre Kölner Geschichte unterhaltsam erzählt. Lübbe, Berg. Gladbach 2003, ISBN 3-404-14855-X
- Stephan Meyer: kleiner kölscher kosmos. LUND Verlagsgesellschaft mbH, Köln 2005, ISBN 3-938486-01-5, ISBN 978-3-938486-01-6
- "das kölsche liedbuch". LUND Verlagsgesellschaft mbH, Köln 2005, ISBN 3-938486-00-7, ISBN 978-3-938486-00-9